# Universität Bern

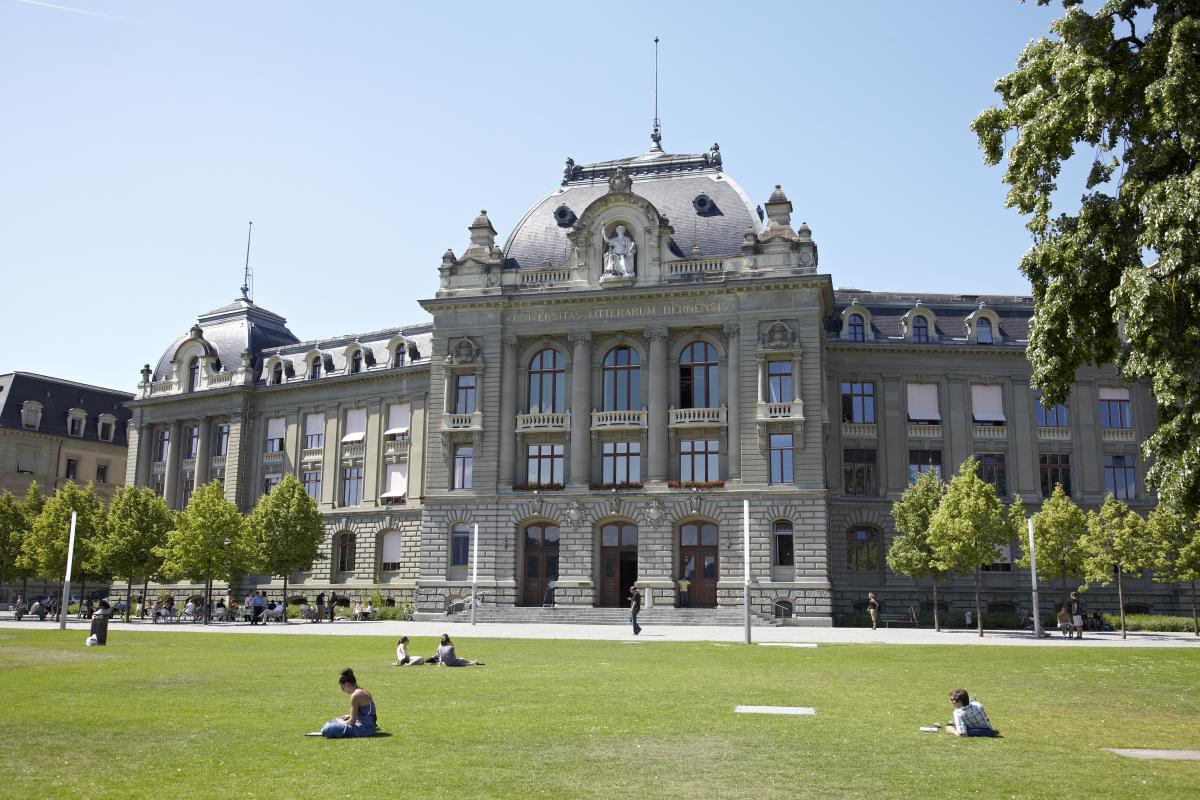
Die Universität Bern (2023)

Die Universität Bern (französisch Université de Berne, englisch University of Bern, lateinisch Universitas Bernensis) ist eine 1834 gegründete deutschsprachige Volluniversität in der Stadt Bern im zweisprachigen Schweizer Kanton Bern mit acht Fakultäten, rund 150 Instituten und neun inter- und transdisziplinären Kompetenzzentren.
Die fünf thematischen Schwerpunkte der Universität Bern sind: Nachhaltigkeit, Gesundheit und Medizin, Materie und Universum, Interkulturelles Wissen sowie Politik und Verwaltung. In ausgewählten Forschungsbereichen wie Weltraumforschung, Zahnmedizin und Veterinärmedizin nimmt sie eine internationale Spitzenposition ein. Lehre und Forschung sind interdisziplinär und kooperativ ausgerichtet: So sind drei nationale Forschungsschwerpunkte, 449 Nationalfonds-Projekte, 120 EU-Projekte und rund 900 Forschungskooperationen zum Technologietransfer mit der öffentlichen Hand und der Privatwirtschaft in Bern beheimatet.
Zusammen mit der Universität Freiburg bildet die Universität Bern das sogenannte dritte Universitätszentrum Mittelland, neben jenem in der Ostschweiz mit Zürich/St. Gallen und jenem um den Genfersee mit Lausanne/Genf. Dies geht einher mit ihrer Stellung als Bildungsstandort in der Hauptstadtregion Schweiz, welche neben Zürich, Basel und Genf-Lausanne (Bassin Lémanique) einen von vier Metropolitanräumen der Schweiz darstellt.
Die Universität zählt (Stand 2024) 19'608 eingeschriebene Studierende in rund 40 Bachelor- und 70 Master-Studiengängen und ist damit die drittgrösste Universität der Schweiz. Die zentrale geografische Lage und die Lebensqualität der Stadt Bern, die weltweit eine der höchsten ist, sowie das Studienangebot tragen zur Anziehungskraft der Universität Bern bei.

## Organisation

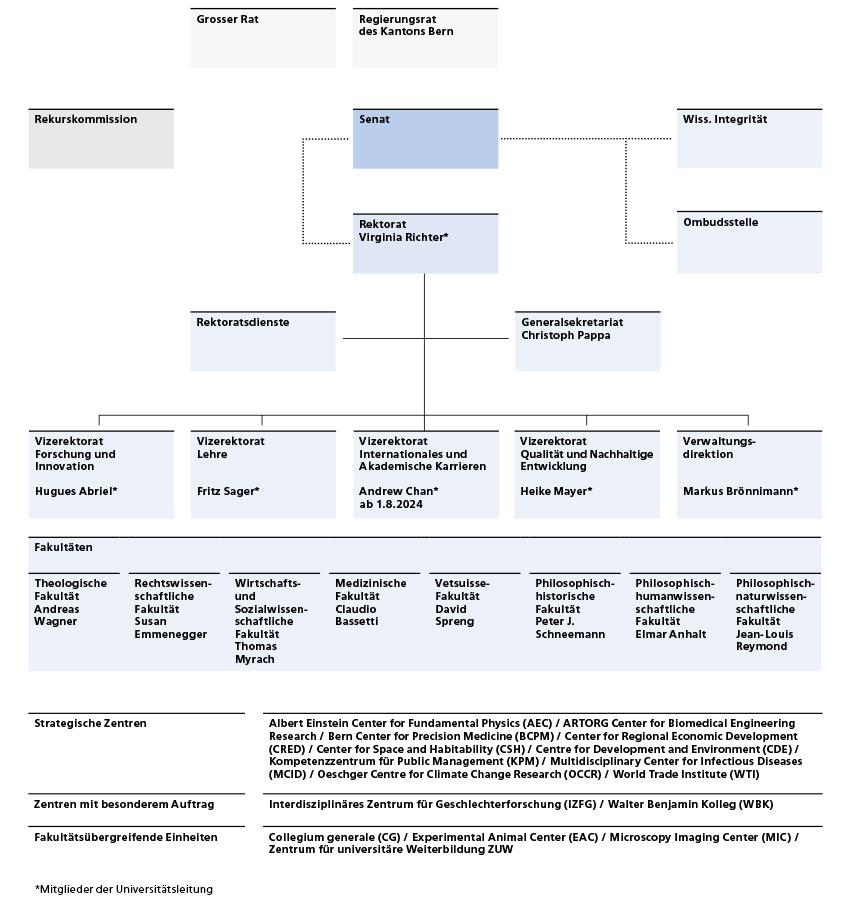
Organigramm Universität Bern (gültig ab 1. August 2024)

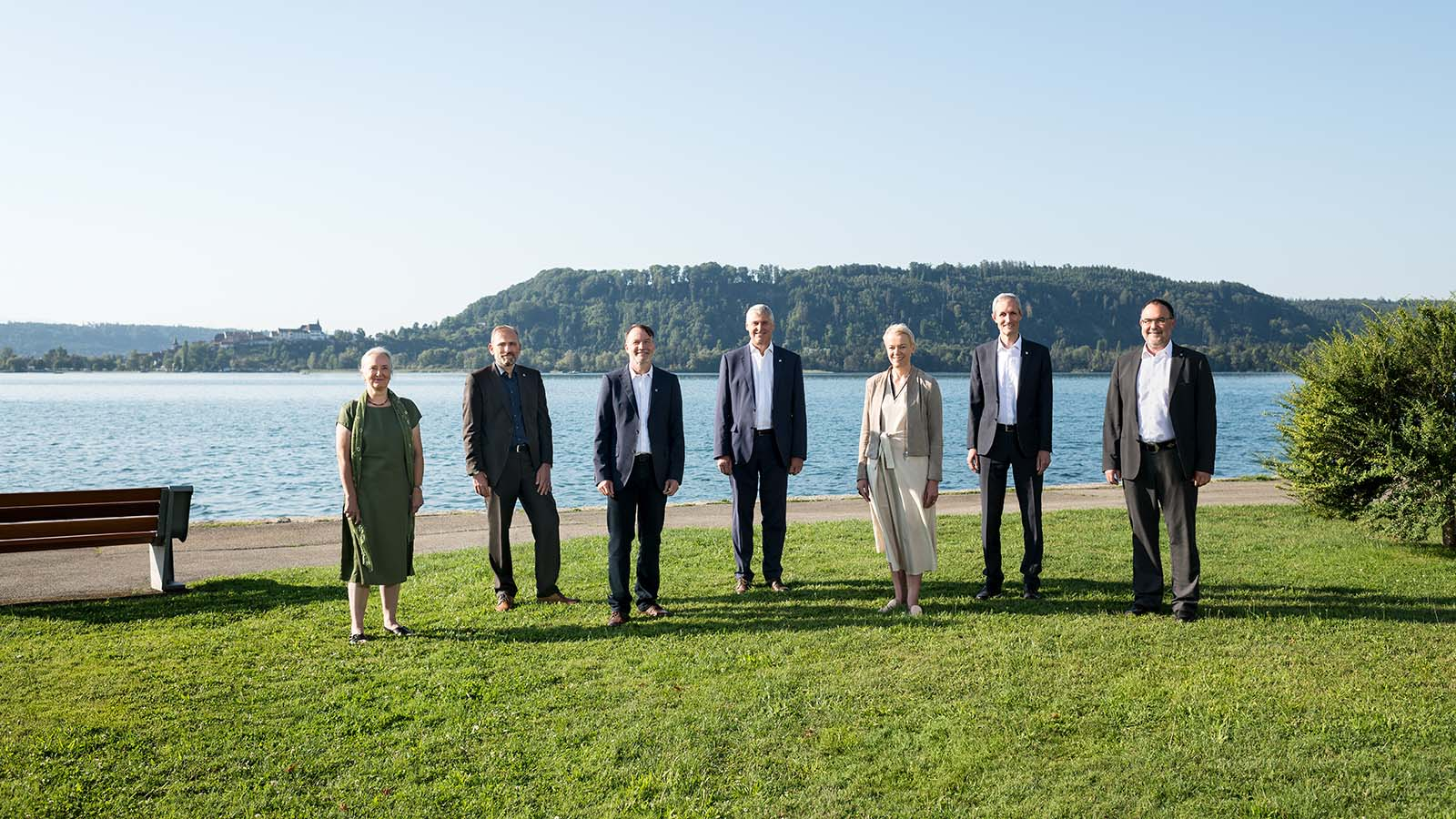
Porträt der Universitätsleitung (Stand 2022)

Die Universität Bern ist in drei Organisationsebenen unterteilt. Auf der höchsten Ebene befindet sich die Gesamtuniversität, danach folgen die Fakultäten und die Institute. Daneben bestehen weitere interfakultäre und gesamtuniversitäre Organisationseinheiten.

### Zentralbereich
Zum universitären Zentralbereich, welcher sich als Ganzes um die Führung, Verwaltung und Administration der Gesamtuniversität kümmert, gehören neben dem Senat, der Universitätsleitung, dem Rektorat und den Vizerektoraten auch die Verwaltungsdirektion, das Generalsekretariat, die Ombudsstelle und die universitäre Rekurskommission.
Insgesamt beschäftigt die Universität Bern in ihrem Leitungs- und Zentralbereich 681 Mitarbeitende (Stand 2022). Als eine öffentlich-rechtliche Anstalt mit eigener Rechtspersönlichkeit werden die Strukturen und Aufgaben der Universitätsleitung und der anderen Organisationseinheiten durch das kantonale Universitätsgesetz geregelt. Sämtliche Mitarbeitenden der Universität Bern sind folglich Angestellte des Kantons Bern.

#### Senat und Leitung
Oberstes Organ der Gesamtuniversität ist der Senat. Als übergeordnetes rechtsetzendes Organ fallen in dessen Kompetenz der Erlass von Statuten und gesamtuniversitären Reglementen, aber auch das Beschliessen der Mehrjahrespläne und Finanzpläne sowie die Verabschiedung der Geschäftsberichte und der Leistungsberichte. Der Senat trifft ausserdem alle wesentlichen Beschlüsse über die Organisation und wählt die Mitglieder der ständigen Kommissionen. Zudem stellt er Antrag für die Wahl beziehungsweise Ernennung der Mitglieder der Universitätsleitung. Dem Senat gehören der Rektor und die Dekane sowie Delegierte der Fakultäten, der Dozierenden, der Assistierenden und der Studierenden an. Dem Senat als Führungs- und Koordinationsorgan unterstellt ist die Universitätsleitung. Sie setzt sich aus dem Rektor, den Vizerektoren sowie dem Verwaltungsdirektor zusammen.

#### Rektorat
Der Rektor ist das akademische Oberhaupt der Universität. Er hat den Vorsitz im Senat und steht der Universitätsleitung vor und übernimmt alle Kompetenzen und Repräsentationspflichten, welche nicht einem anderen Universitätsorgan zugeteilt sind. Ex officio ist er zudem Mitglied der Verwaltungsräte des Inselspitals und der Universitären Psychiatrischen Dienste Bern (UPD). Das Rektorat unterstützt den Rektor in seinen Führungsaufgaben und umfasst den Stab der Universitätsleitung sowie die Abteilung Kommunikation & Marketing. Es sorgt zudem dafür, dass die Aufgaben des Senats und der Universitätsleitung zeitgerecht, zweckmässig und koordiniert aufgenommen und abgeschlossen werden.
Dem Rektorat sind ausserdem das Collegium generale und das Forum für Universität und Gesellschaft, welches eine Brückenfunktion zwischen der Akademie und der breiteren Öffentlichkeit wahrnehmen soll, zugeordnet.

#### Vizerektorate
Gegenwärtig bestehen vier Vizerektorate, die sich jeweils mit einem eigenen Geschäftsbereich befassen und in diesem Bereich diverse strategische, administrative und regulatorische Aufgaben wahrnehmen. Entsprechend ihren Geschäftsbereichen sind die Vizerektorate in weitere Verwaltungseinheiten unterteilt, welche spezifische Themengebiete, Fragestellungen und Administrationsarbeiten behandeln.
| Vizerektorat Forschung | Vizerektorat Lehre | Vizerektorat Qualität | Vizerektorat Entwicklung                                                   |
| --- | --- | --- | -------------------------------------------------------------------------- |
| - Sicherung der Forschungsqualität - Förderung von Nachwuchsforschenden - Förderung von Unternehmertum und Innovationen - Unterstützung bei der Einwerbung von Forschungsgeldern - Tierversuche und Ethik | - Studienangebotsentwicklung - Zulassung, Immatrikulation und Beratung (ZIB) - Verwaltungssysteme Lehre (VSL) - Supportstelle für ICT-gestützte Lehre und Forschung (iLUB) - Kantonale Maturitätskommission (KMK) | - Förderung der Chancengleichheit - Verankerung der Nachhaltigen Entwicklung - Qualitätssicherung und Qualitätsentwicklung | - Internationalisierung - Nachwuchs- und Karriereförderung - Weiterbildung |

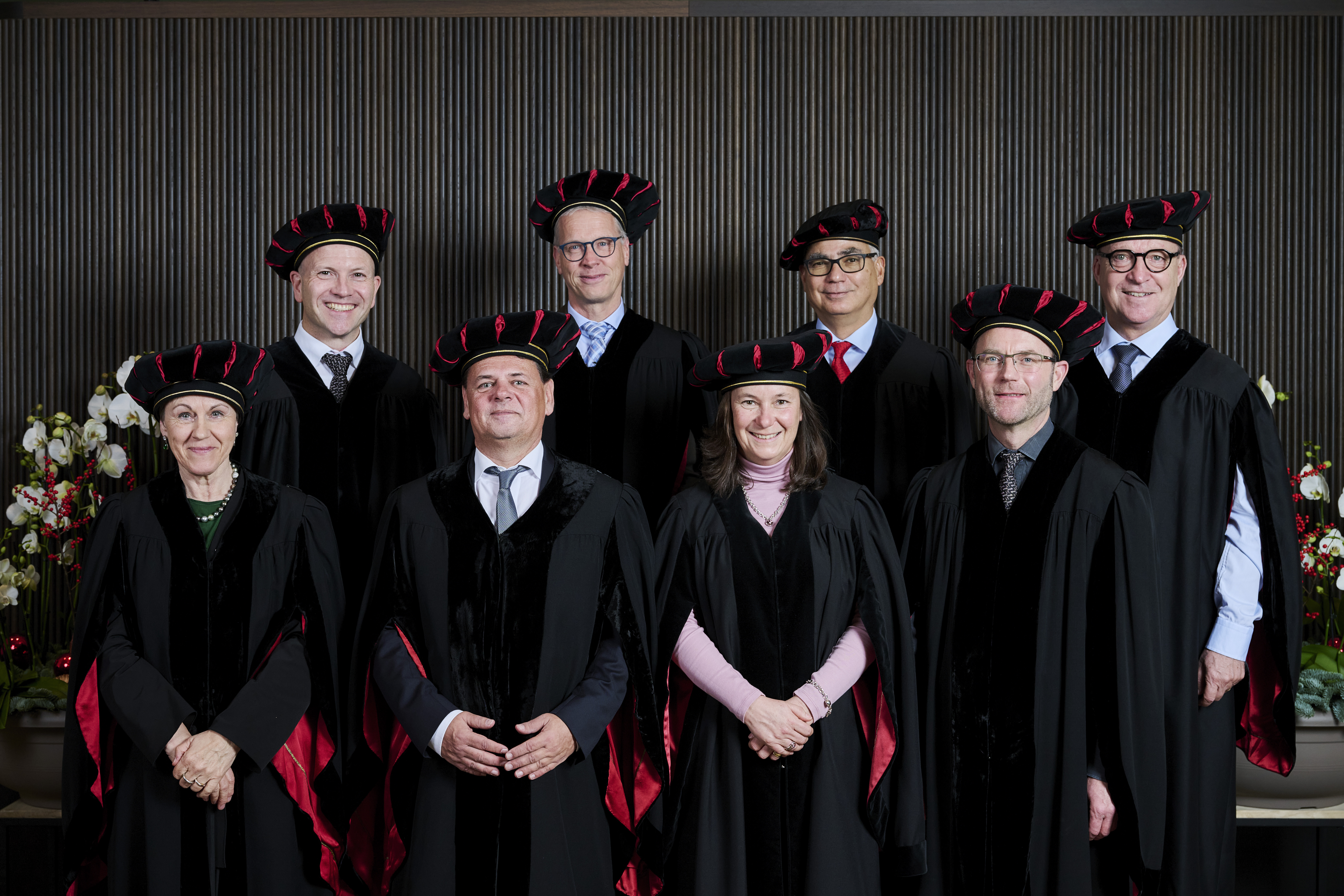
Die Dekane der Universität Bern am Dies academicus, in den klassischen Talaren (2022)

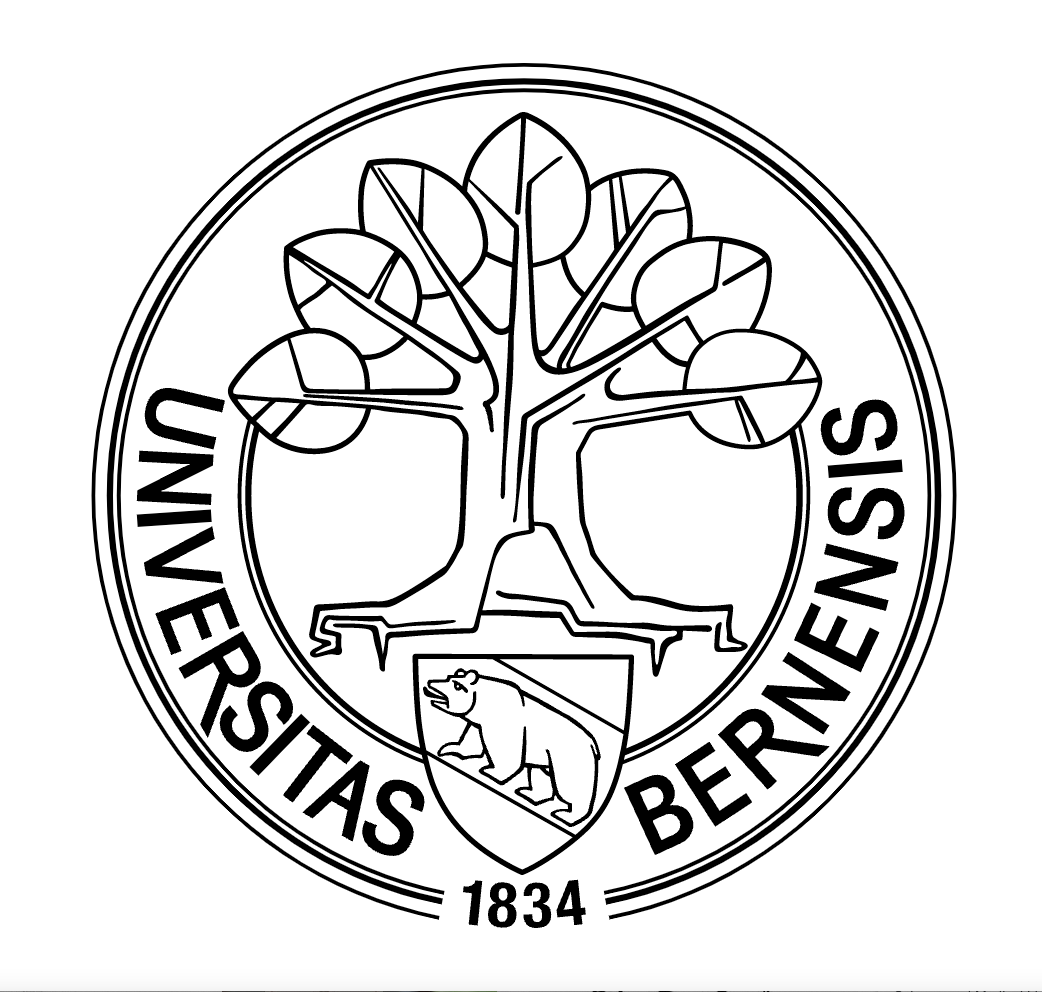
Das Siegel der Universität Bern

### Fakultäten
Die Universität Bern ist in acht Fakultäten gegliedert, welche je ein eigenes Wissensgebiet oder Forschungsgebiet abdecken:
- Theologische Fakultät
- Medizinische Fakultät
- Rechtswissenschaftliche Fakultät
- Philosophisch-historische Fakultät
- Philosophisch-naturwissenschaftliche Fakultät
- Philosophisch-humanwissenschaftliche Fakultät
- Wirtschafts- und Sozialwissenschaftliche Fakultät
- Veterinärmedizinische Fakultät (Vetsuisse)

Im Rahmen einer strategischen Allianz arbeiten die Medizinischen Fakultäten Bern und Basel in der Herzchirurgie, Neurochirurgie, Pathologie und Mikrobiologie zusammen. Das Studium der Veterinärmedizin wurde in Bern und Zürich 2006 in der gemeinsamen Vetsuisse-Fakultät zusammengelegt.

#### Dekanate
Die Fakultäten werden durch ihre jeweiligen Dekanate geleitet, welche als Geschäftsstelle der Fakultät agieren und eine Drehscheibenfunktion bezüglich Kommunikation, Verwaltung und Administration zwischen Fakultät, Universität, Dozierenden und Studierenden sowie weiteren Instanzen wahrnehmen. Ähnlich den Vizerektoraten verfügt jedes Dekanat über seine eigenen kleineren Organisationseinheiten.
Den Dekanaten steht je ein Dekan vor, welcher die Fakultät leitet und diese nach aussen vertritt. Die operative Führung des Dekanats und dessen Geschäfte übernimmt in der Regel ein Dekanatsvorsteher oder ein Dekanatsleiter.

#### Institute
Die Fakultäten sind in eine Vielzahl von Instituten unterteilt, welche sich mit spezifischen Fächern aus dem Wissensgebiet der jeweiligen Fakultät beschäftigen.
Einschliesslich der medizinischen Kliniken existieren an der Universität Bern etwa 150 Institute unterschiedlicher Grösse, wobei grössere Institute selbst oft in einzelne Abteilungen gegliedert sind. Einige Fakultäten fassen bestimmte Institute wiederum zu Departementen zusammen. In ihren Fachbereichen sind die Institute zuständig für die Konzeption, Planung und Exekution von Forschungsprojekten sowie für die Organisation und Durchführung des Lehrbetriebs.
Jedem Institut steht ein geschäftsführender Direktor vor.
| Liste der Institute |
| --- |
| Die Kliniken der Medizinischen und Veterinärmedizinischen Fakultäten und die (inter)fakultären Forschungszentren sind hier nicht aufgeführt. Siehe hierfür die Abschnitte Universitätsspital und Forschungszentren |
| Theologische Fakultät |
| Institut für Christkatholische Theologie |
| Institut für Empirische Religionsforschung |
| Institut für Praktische Theologie |
| Institut für Systematische Theologie |
| Institut für Historische Theologie |
| Institut für Judaistik |
| Institut für Neues Testament |
| Institut für Altes Testament |
| Medizinische Fakultät |
| Institut für Anatomie |
| Institut für Physiologie |
| Institut für Biochemie und Molekulare Medizin (IBMM) |
| Institut für Medizingeschichte |
| Theodor-Kocher-Institut (TKI) |
| Institut für Pharmakologie |
| Institut für Sozial- und Präventivmedizin (ISPM) |
| Department for BioMedical Research (DBMR) |
| Institut für Infektionskrankheiten (IFIK) |
| Institut für Pathologie |
| Institut für Rechtsmedizin (IRM) |
| Universitäre Psychiatrische Dienste Bern (UPD) mit ihren universitären Einrichtungen für Lehre und Forschung |
| Institut für Physiotherapie |
| Universitätsinstitut für Klinische Chemie (UKC) |
| Institut für Spitalpharmazie |
| Universitätsinstitut für Diagnostische und Interventionelle Neuroradiologie |
| Universitätsinstitut für Diagnostische, Interventionelle und Pädiatrische Radiologie |
| Berner Institut für Hausarztmedizin (BIHAM) |
| Institut für Komplementäre und Integrative Medizin (IKIM) |
| Institut für Medizinische Lehre (IML) |
| Rechtswissenschaftliche Fakultät |
| Institut für Rechtsgeschichte |
| Romanistisches Institut der RW Fakultät |
| Zivilistisches Seminar (ZIV) |
| Institut für Bankrecht (IBR) |
| Institut für Internationales Privatrecht und Verfahrensrecht |
| Institut für Notariatsrecht und notarielle Praxis (INR) |
| Institut für Haftpflicht- und Versicherungsrecht (IHVR) |
| Institut für Strafrecht und Kriminologie (ISK) |
| Institut für Wirtschaftsrecht (IWR) |
| Institut für Steuerrecht (ISR) |
| Institut für Europa- und Wirtschaftsvölkerrecht (IEW) |
| Institut für öffentliches Recht |
| Philosophisch-historische Fakultät |
| Institut für Archäologische Wissenschaften (IAW) |
| Historisches Institut |
| Institut für Sozialanthropologie |
| Institut für Religionswissenschaft |
| Institut für Philosophie |
| Institut für Studien zum Nahen Osten und zu muslimischen Gesellschaften (ISNO) |
| Institut für Kunstgeschichte |
| Institut für Musikwissenschaft |
| Institut für Theaterwissenschaft |
| Institut für Klassische Philologie |
| Institut für Englische Sprachen und Literaturen |
| Institut für Germanistik |
| Institut für Slavische Sprachen und Literaturen |
| Institut für Sprachwissenschaft |
| Institut für Französische Sprache und Literatur |
| Institut für Italienische Sprache und Literatur |
| Institut für Spanische Sprache und Literaturen |
| Philosophisch-naturwissenschaftliche Fakultät |
| Astronomisches Institut (AIUB) |
| Biochemie und Pharmazie (DCBP) |
| Institut für Geologie |
| Geographisches Institut (GIUB) |
| Institut für Informatik (INF) |
| Institut für Angewandte Physik (IAP) |
| Institut für Theoretische Physik (ITP) |
| Physikalisches Institut |
| Botanischer Garten (BOGA) |
| Institut für Pflanzenwissenschaften (IPS) |
| Institut für Zellbiologie (IZB) |
| Institut für Ökologie und Evolution (IEE) |
| Bioinformatik und computerbasierte Biologie |
| Mathematisches Institut (MAI) |
| Institut für Mathematische Statistik und Versicherungslehre (IMSV) |
| Ethologische Station Hasli (IEE) |
| Philosophisch-humanwissenschaftliche Fakultät |
| Institut für Erziehungswissenschaft (IfE) |
| Institut für Psychologie |
| Institut für Sportwissenschaft (ISPW) |
| Wirtschafts- und Sozialwissenschaftliche Fakultät |
| Institut für Finanzmanagement (IFM) |
| Institut für Marketing und Unternehmensführung (IMU) |
| Institut für Organisation und Personal (IOP) |
| Institut für Unternehmensrechnung und Controlling (IUC) |
| Institut für Wirtschaftsinformatik (IWI) |
| Ordinariat für Quantitative Methoden der BWL |
| Institut für Kommunikations- und Medienwissenschaft (ikmb) |
| Institut für Politikwissenschaft (IPW) |
| Institut für Soziologie |
| Volkswirtschaftliches Institut (VWI) |
| Veterinärmedizinische Fakultät (Vetsuisse) |
| Department of Clinical Research and Veterinary Public Health |
| Institut für Genetik |
| Institut für Bienengesundheit |
| Institut für Parasitologie (IPA) |
| Institut für Tierpathologie (ITPA) |
| Institut für Veterinärbakteriologie (IVB) |
| Institut für Virologie und Immunologie (IVI) |
| Zentrum für Fisch- und Wildtiermedizin (FIWI) |

Zur Ansicht der Tabelle rechts auf [Ausklappen] drücken.

### Gesamtuniversitäre Einheiten
Die strategischen Forschungszentren ausgenommen, bestehen neben den Fakultäten und deren Instituten momentan fünf gesamtuniversitäre bzw. fakultätsübergreifende Einheiten:
- Collegium generale (CG)
- Experimental Animal Center (EAC)
- Interfaculty Bioinformatics Unit (IBU)
- Microscopy Imaging Center (MIC)
- Zentrum für universitäre Weiterbildung (ZUW)

Die gesamtuniversitären Institutionen haben die Aufgabe, durch fächerübergreifende Veranstaltungen für Lehrende und Studierende den Dialog zwischen den Disziplinen und Fakultäten zu fördern. Das Zentrum für universitäre Weiterbildung (ZUW) konzentriert sich auf die wissenschaftliche Weiterbildung. Es unterstützt die Fakultäten und Institute bei der Planung und Organisation von Weiterbildungsprogrammen.

## Einrichtungen

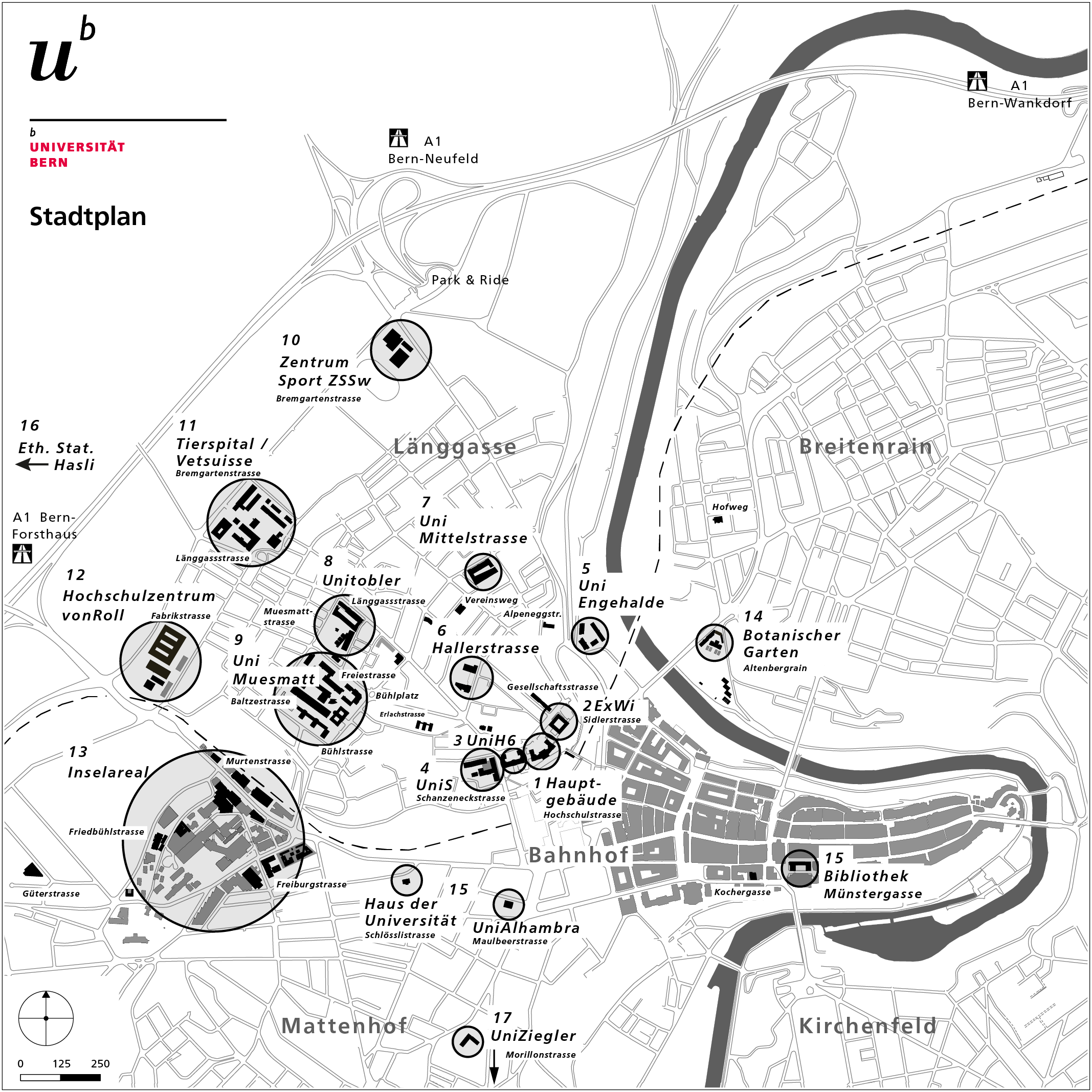
Die Standorte der Universität Bern

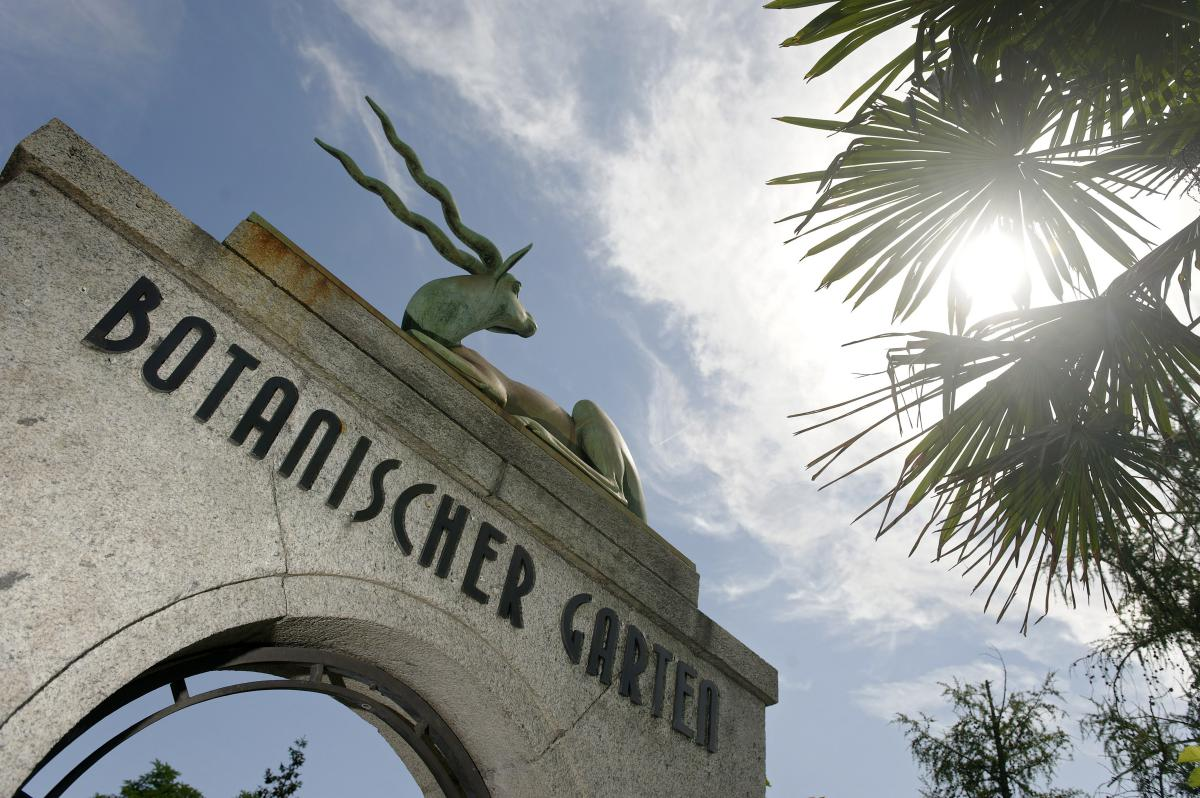
Eingang zum Botanischen Garten

Im Gegensatz zu anderen Hochschulen setzt die Universität Bern nicht auf einen Campus am Stadtrand, sondern konsequent auf das Prinzip der Stadtuniversität. Die meisten Institute und Kliniken befinden sich nach wie vor im traditionellen Universitätsquartier Länggasse, sind untereinander zu Fuss schnell erreichbar und stark ins Quartier integriert, welches seinerseits von der Belebung durch die Universität profitiert.

### Standorte
Als Leitlinie für die räumliche Entwicklung der Universität dient die Strategie 3012, welche vom Regierungsrat 2003 genehmigt und 2019 umfassend überarbeitet wurde. Die Strategie sieht vor, die Universität Bern auf vier räumliche Schwerpunkte zu konzentrieren und das Flächenangebot dieser Schwerpunkte durch Verdichtungen und Ausbaumassnahmen zu steigern. Dabei handelt es sich um die Hintere Länggasse mit dem vonRoll-Areal, dem Tierspital und dem Zentrum Sport und Sportwissenschaft (ZSSw), die Mittlere Länggasse mit der Uni Muesmatt, dem Areal Unitobler und der Uni Mittelstrasse, die Vordere Länggasse mit dem Areal UniS, dem Verwaltungsgebäude UniH6, dem Hauptgebäude, dem Gebäude für Exakte Wissenschaften (ExWi) und der Uni Engehalde und das Inselareal, welches das Inselspital sowie die dazugehörigen universitären Departemente, Institute und Kliniken beheimatet.
Ausserhalb der Länggasse und des Inselareals verortet ist der Botanische Garten (BOGA) der Universität, welcher sich neben der Lorrainebrücke befindet. Öffentlich und kostenfrei betretbar, gehört die Anlage zu den beliebtesten Pärken der Stadt Bern. Ebenfalls ausserhalb der vier räumlichen Schwerpunkte liegen die Bibliothek Münstergasse, welche sich als älteste Bibliothek der Universität in der Berner Altstadt befindet, sowie die Standorte Uni Alhambra, Uni Ziegler und das Haus der Universität.

### Hauptgebäude

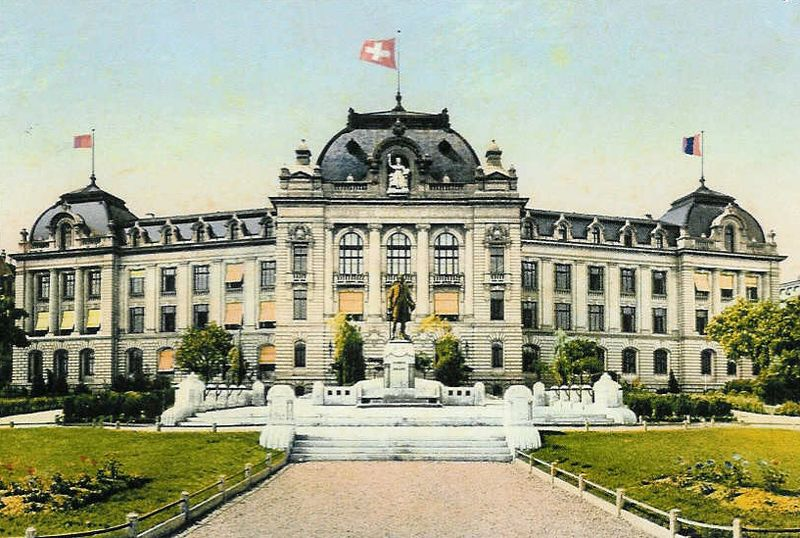
Das Hauptgebäude mit dem später verschobenen Hallerdenkmal, ca. 1909

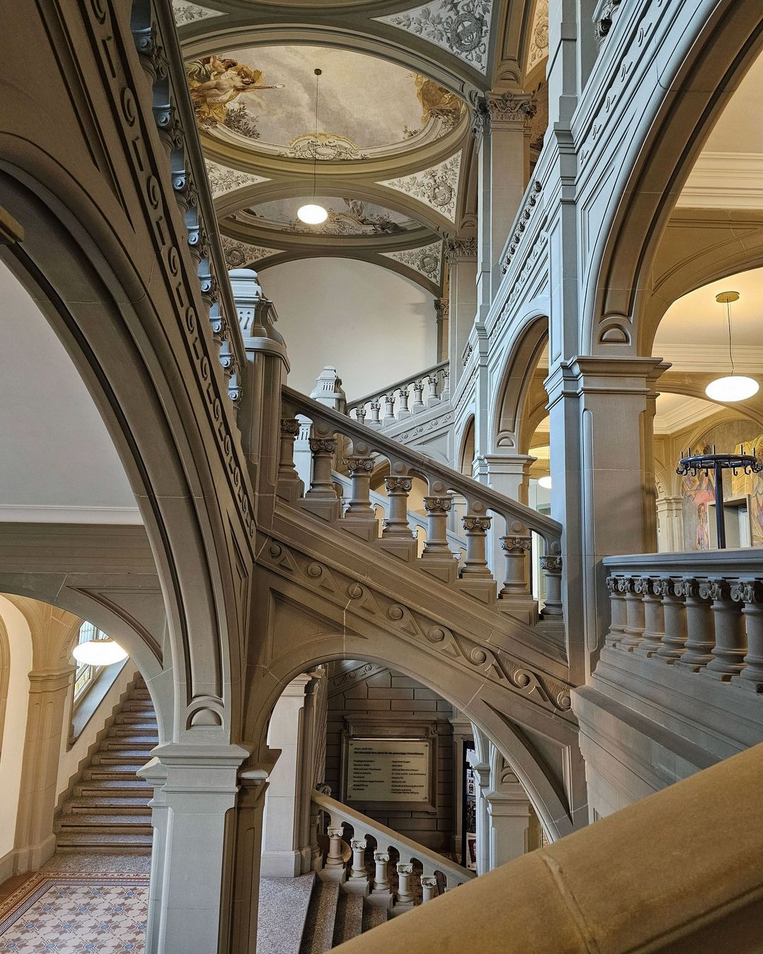
Das Prunktreppenhaus des Hauptgebäudes

Das imposante Hauptgebäude der Universität Bern, welches dank der vorgelagerten Grossen Schanze weithin sichtbar ist und einen einmaligen Ausblick auf die Berner Altstadt und die Berner Alpen gewährt, wurde von den Schweizer Architekten Alfred Hodler und Eduard Joos geplant und 1903 fertiggestellt. Die Kosten für den Bau beliefen sich auf insgesamt 1,2 Millionen Schweizer Franken (700'000 wurden von der Stadt Bern und 500'000 vom Kanton Bern beigesteuert).
Der stilistisch nicht klar einzuordnende, aber an Beaux-Arts, Historismus, Fin de Siècle oder Eklektizismus erinnernde Bau besticht unter anderem durch seine Kuppeldächer, das mit Glasmalereien, Mosaiken und bemalten Gewölben ausgestattete Prunktreppenhaus und die Aula. Zur Zeit der Fertigstellung bildete das Hauptgebäude gemeinsam mit der damaligen Schanzenpromenade, dem Hallerdenkmal und der umgebenden Parkanlage eine eindrückliche Gesamtanlage. Mit dem Bau des neuen Berner Bahnhofs 1958–1967 mussten Promenade und Parkanlage jedoch weichen. Heute befindet sich vor dem Hauptgebäude eine Terrasse mit grosser Rasenfläche, die besonders im Sommer als Erholungs- und Verweilort geschätzt wird.
Seit 1982 ist das Hauptgebäude vom Berner Architekturbüro AAP einer schrittweisen Sanierung unterzogen worden und wird heute hauptsächlich als Vorlesungsgebäude für die Rechts- und Wirtschaftswissenschaften sowie für Anlässe und offizielle Empfänge benutzt.

### Architektur
Architektonisch zeichnen sich besonders die jüngeren universitären Gebäude durch die Verbindung von Altem mit Neuem aus. So handelt es sich beim Areal UniS, in dem seit 2006 die Rechtswissenschaften und das Volkswirtschaftliche Institut untergebracht sind, um das frühere Berner Frauenspital. Die Institute der geisteswissenschaftlichen Fächer sind seit 1993 in der ehemaligen Schokoladenfabrik Tobler untergebracht, heute bekannt als Areal Unitobler. Diese architektonisch äusserst anspruchsvolle Neugestaltung wurde 1997 mit dem Wakkerpreis des Schweizer Heimatschutzes sowie weiteren, teils internationalen Architekturpreisen ausgezeichnet. Im Herbst 2013 wurde zudem das Hochschulzentrum vonRoll eröffnet, welches sich auf einem ehemaligen Industrieareal der Firma Von Roll befindet. Die Universität Bern nutzt das neue Hochschulzentrum inklusive Hörsälen, Mensa und Büroräumlichkeiten gemeinsam mit der Pädagogischen Hochschule Bern (PH).
Zunehmende Studierendenzahlen, denkmalpflegerische Anforderungen und fehlende Mittel bewogen teils zu unterirdischen Verdichtungen, wie im Falle der juristischen Bibliothek oder des Gebäudes für exakte Wissenschaften ExWi. Das Gebäude UniH6 sowie der Standort Uni Mittelstrasse wurden von den Schweizerischen Bundesbahnen (SBB) übernommen, welche diese vor dem Umzug an den Entwicklungsschwerpunkt Wankdorf als Verwaltungsgebäude nutzten. Zu den bemerkenswerten Neubauten gehören das Sportzentrum ZZSw und das Swiss Institute for Translational and Entrepreneurial Medicine (sitem) auf dem Inselareal.

### Bibliotheken
Die Universität Bern verfügt über kein zentrales Bibliotheksgebäude, worin sämtliche universitären Buchbestände zusammengeführt wären. Stattdessen ist die Universitätsbibliothek Bern auf diverse Standorte verteilt und in 19 Teilbibliotheken aufgetrennt. Nachfolgend sind die wichtigsten Teilbibliotheken aufgelistet, welche von Studierenden und Forschenden auch als beliebte Lern- und Arbeitsorte verwendet werden:
- Bibliothek Unitobler (Geisteswissenschaften)
- Bibliothek vonRoll (Human- und Sozialwissenschaften)
- Bibliothek ExWi (Naturwissenschaften)
- Medizinische Bibliothek
- Juristische Bibliothek
- Bibliothek Münstergasse

Abgesehen von der Bibliothek Münstergasse, deren Sammlung aus Büchern und Dokumenten verschiedener Fachbereiche besteht, führen die Teilbibliotheken in der Regel fachspezifische Bestände. Neben Büchern, Zeitschriften, Fachdatenbanken, E-Journals und E-Books bietet die Universitätsbibliothek auch Kurse für professionelles Recherchieren, Schreiben und Zitieren oder Unterstützung und Infrastruktur für wissenschaftliche Publikationen an. Zudem veranstaltet die Universitätsbibliothek regelmässig Lesungen, Ausstellungen und Buchvernissagen. Des Weiteren ist sie für die Digitalisierung der Bestände und die Förderung von Open Access verantwortlich.

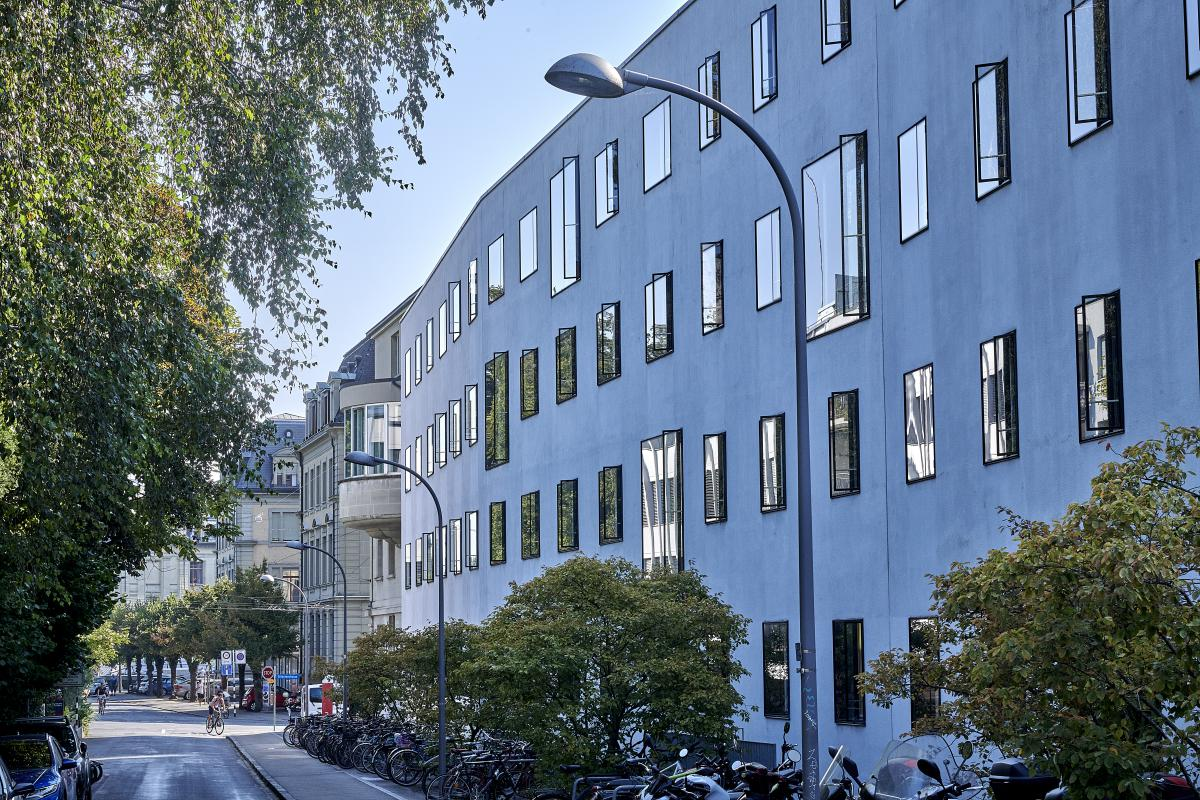
Areal UniS
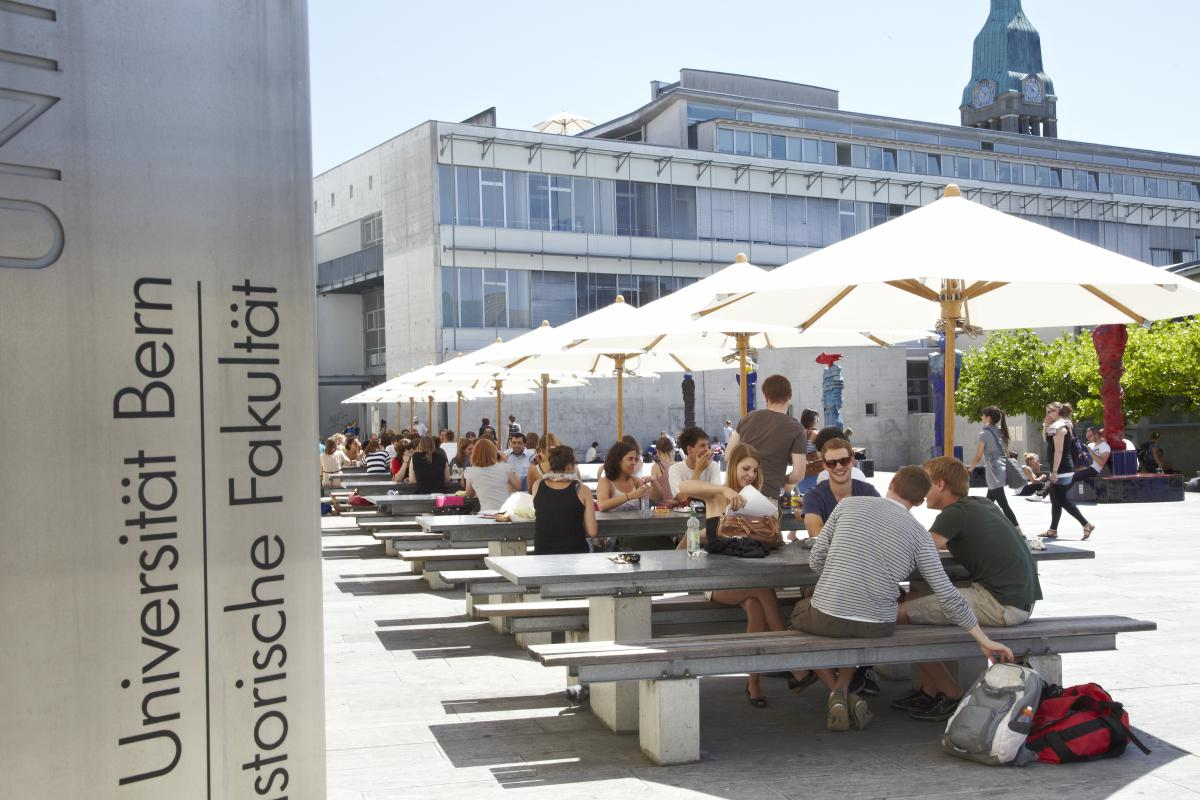
Areal Unitobler
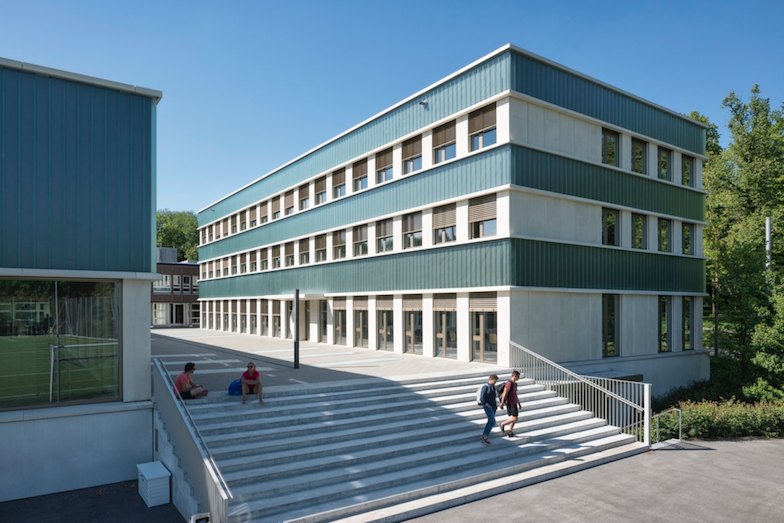
Sportzentrum ZSSw
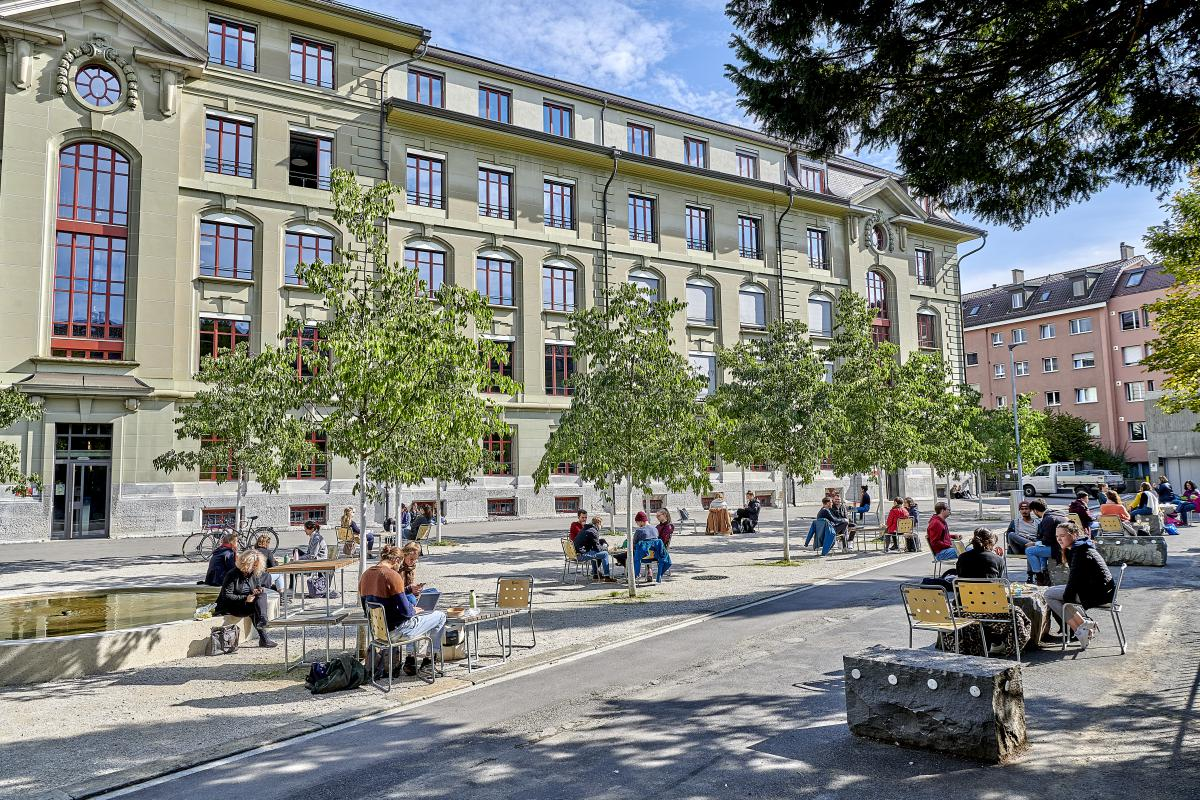
Uni Mittelstrasse
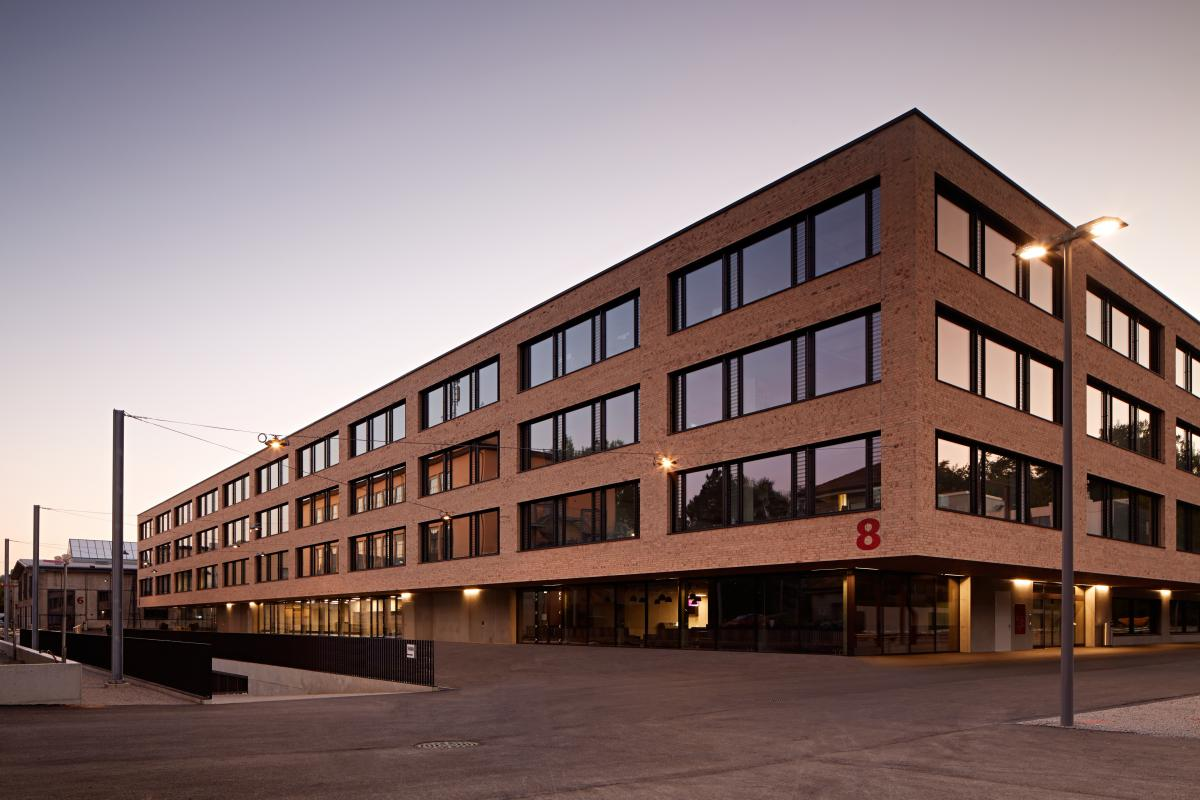
Hochschulzentrum vonRoll
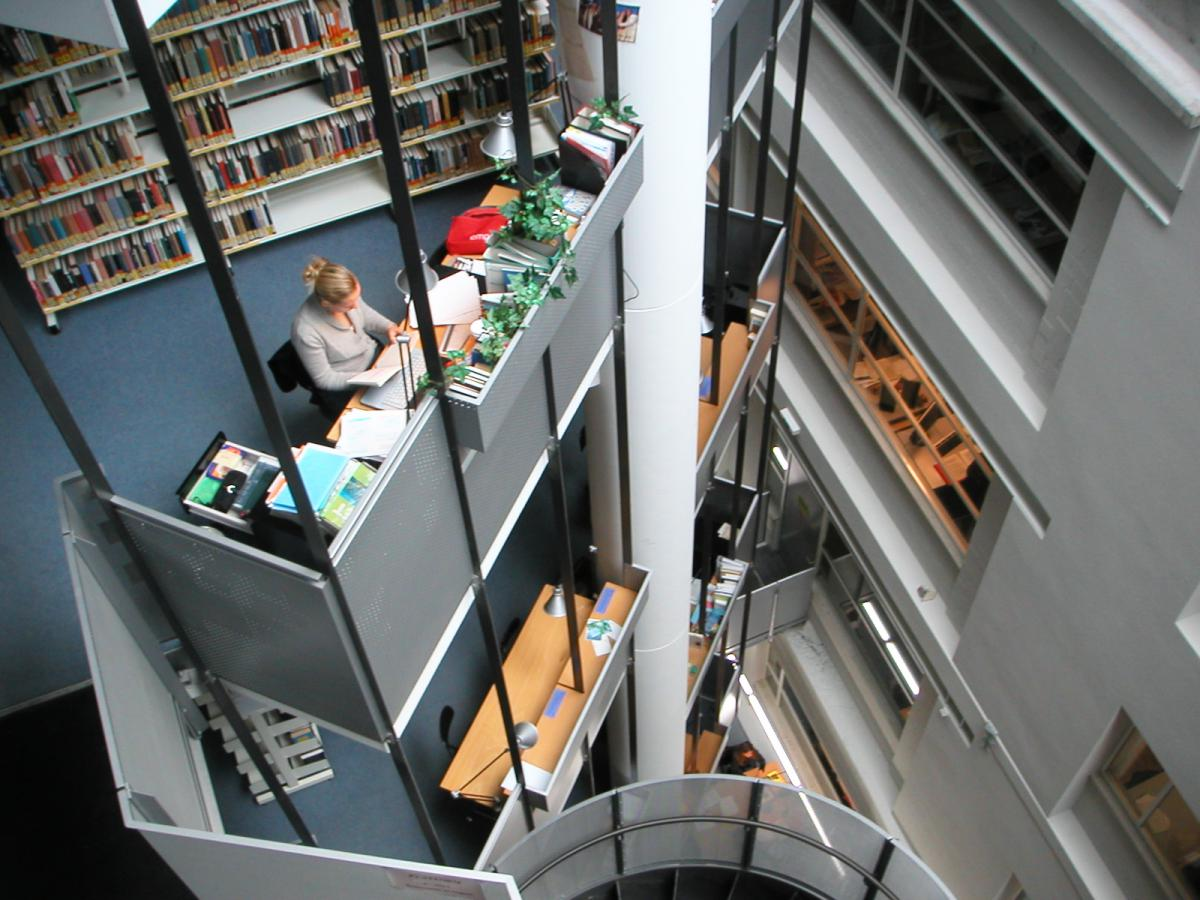
Bibliothek Unitobler
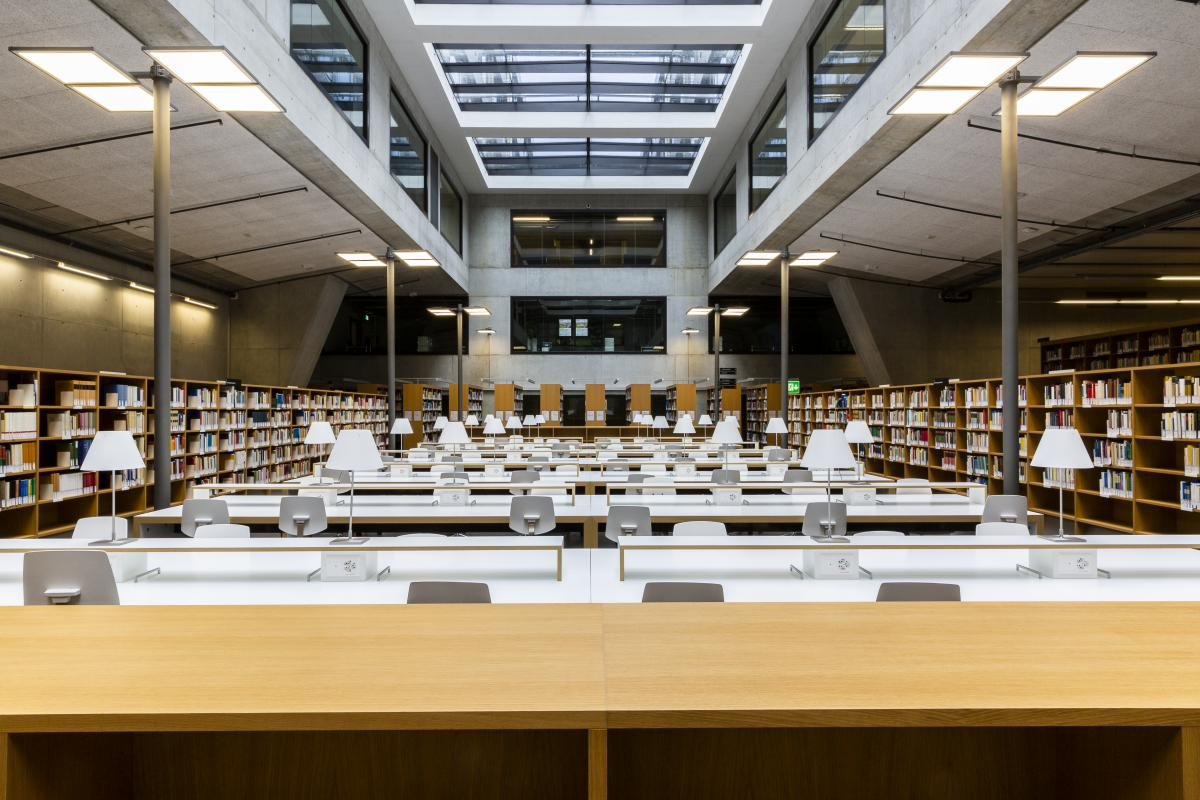
Bibliothek vonRoll
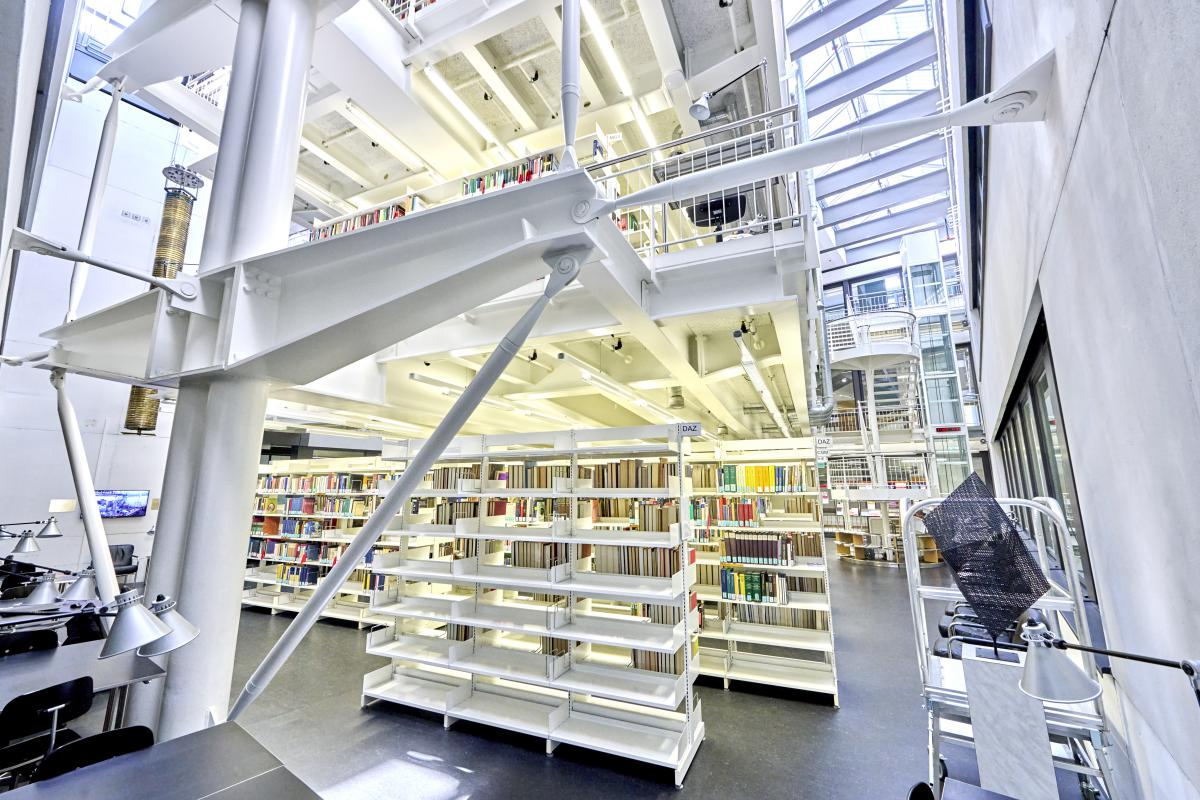
Bibliothek ExWi
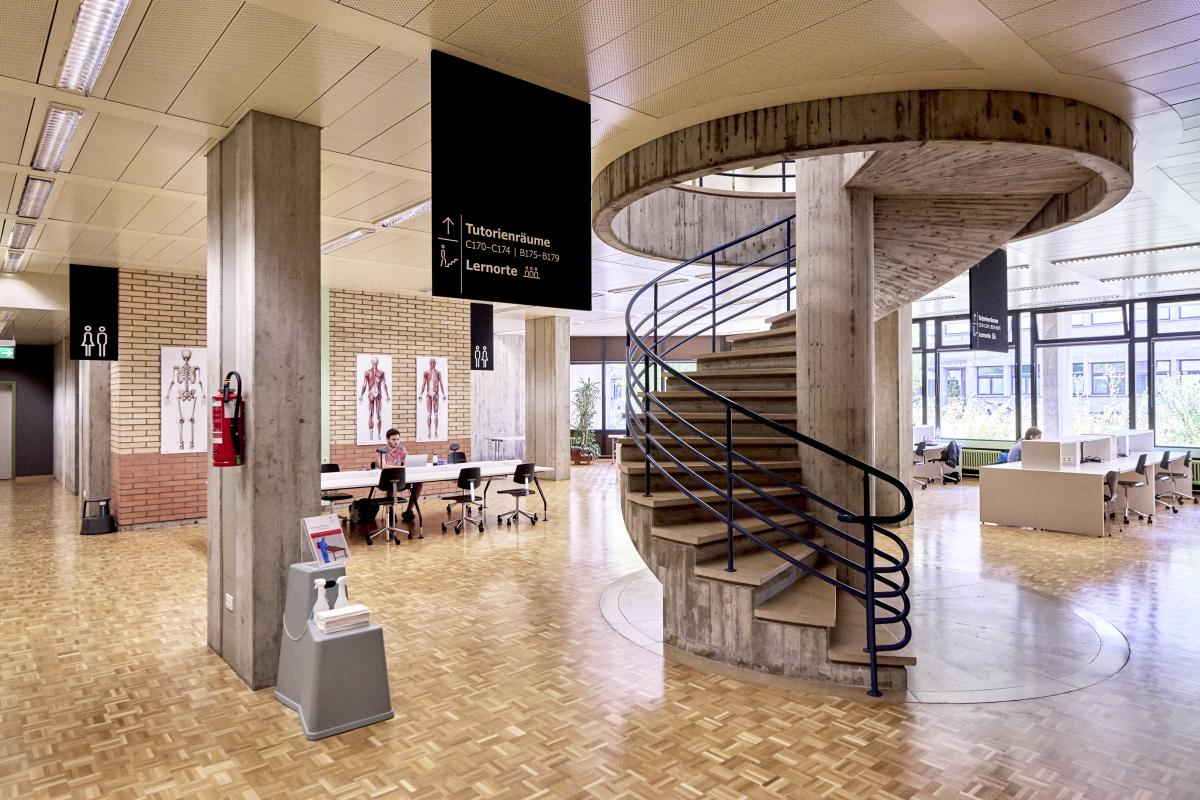
Medizinische Bibliothek
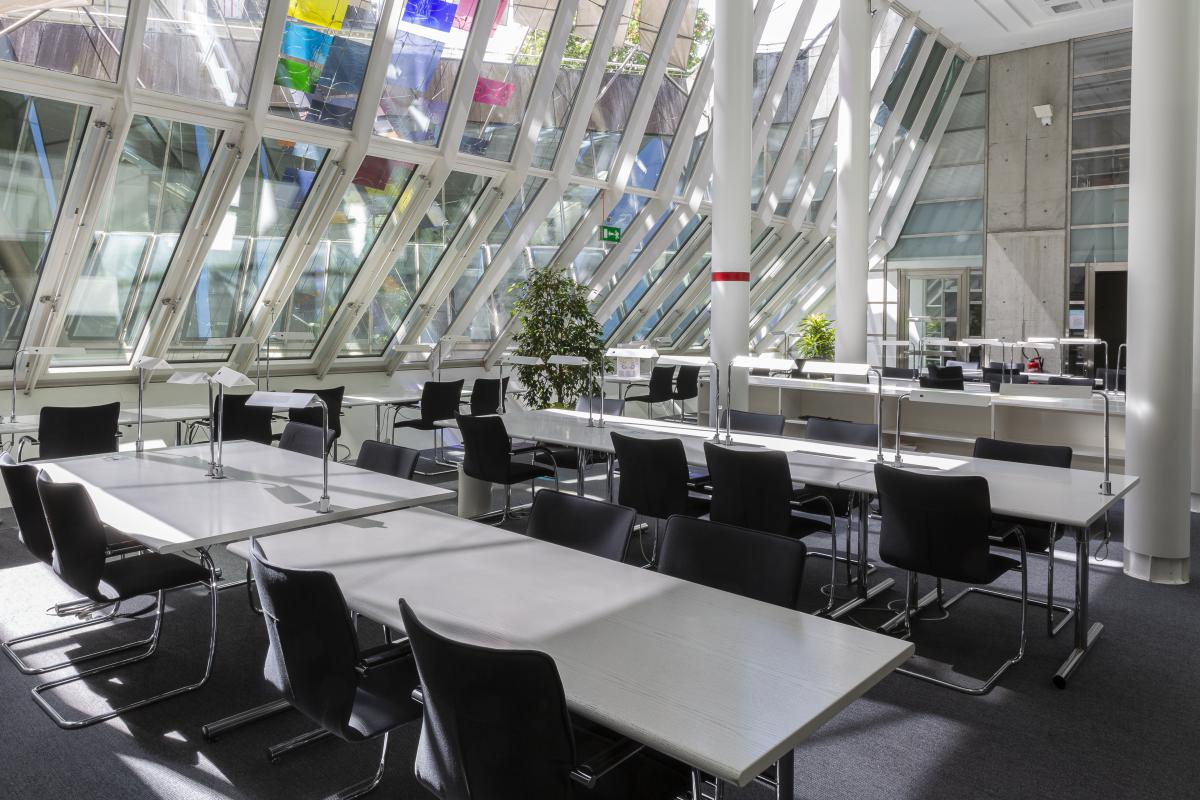
Juristische Bibliothek
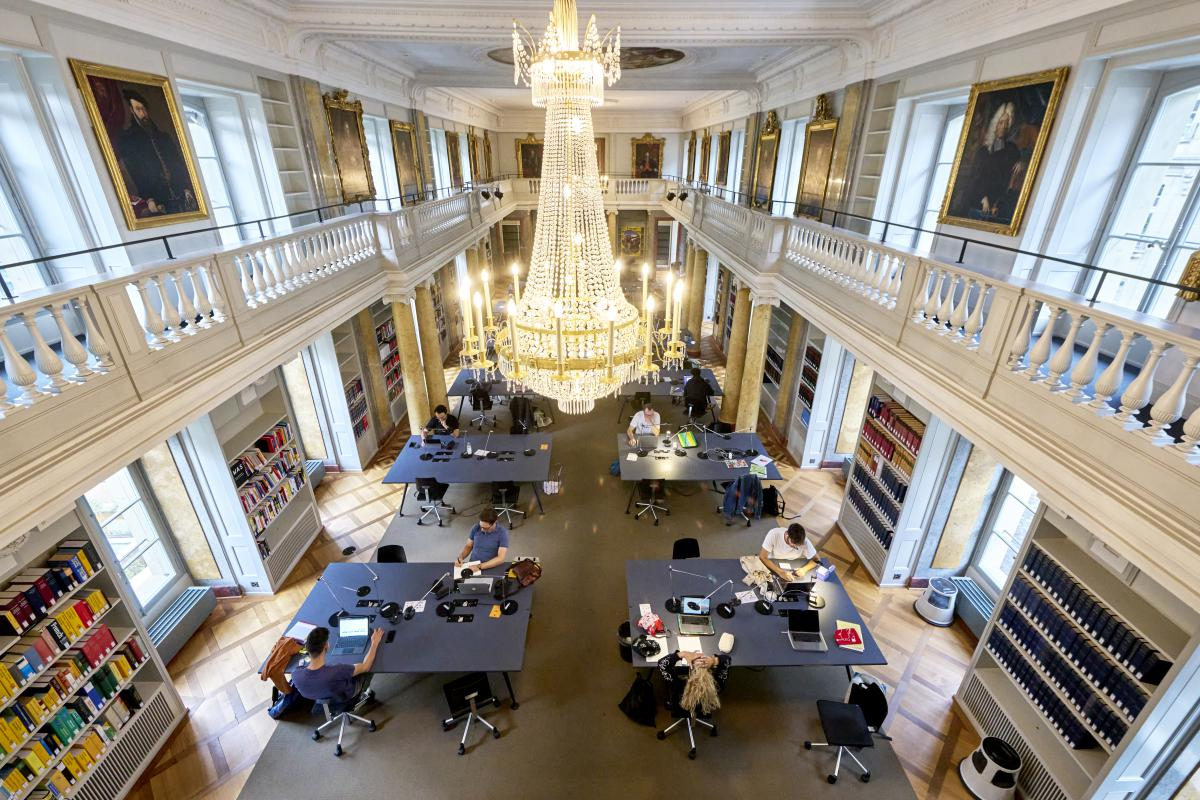
Bibliothek Münstergasse

## Geschichte

### Hohe Schule und Akademie (1528–1834)

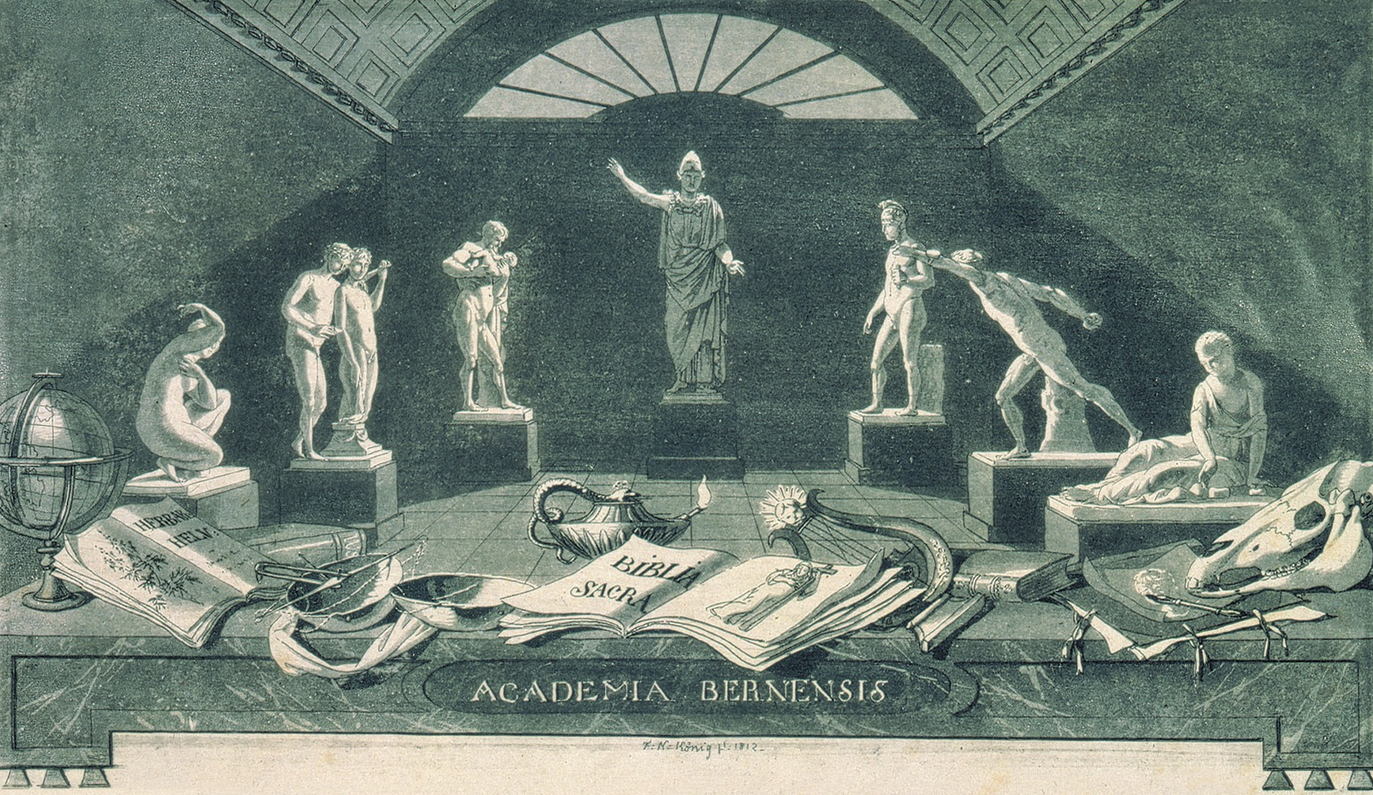
Academia bernensis (Stich von Franz Niklaus König, 1812)

Der Grundstein der Universität Bern wurde im 16. Jahrhundert gelegt, als es die Einführung der Reformation erforderte, neue Pfarrer an einer Hohen Schule an der Herrengasse auszubilden, die 1528 gegründet wurde und aus einer Fakultät der freien Künste und der Theologie bestand.

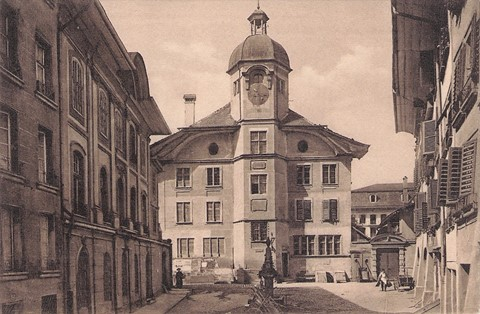
Hohe Schule an der Herrengasse

Im Zuge einer Reorganisation des höheren Schulwesens wandelte 1805 die Berner Regierung die bisherige Hohe Schule zu einer Akademie mit vier Fakultäten um (theologische, juristische, medizinische und philosophische Fakultät). Von da an konnten in Bern neben Pfarrern auch Juristen und Mediziner ein vollständiges Studium absolvieren.

### Neubeginn und Wachstum (1834–1900)
In den Kämpfen zwischen Konservativen und Liberalen während der Regeneration setzten sich 1831 im Kanton Bern die Liberalen durch. Unter einem ihrer bedeutendsten Vertreter, Karl Neuhaus, zu jener Zeit Regierungsrat und Erziehungsdirektor des Kantons Bern, erfolgte 1834 die Neugründung der Akademie als Universität. 45 Dozierende kümmerten sich um 167 Studierende. Die neue Regierung war auf loyale Beamte und Akademiker angewiesen und hielt deswegen zu Beginn die Studienanforderungen recht gering. So ermöglichte sie auch neuen Gesellschaftsschichten ein Hochschulstudium.
Aufgrund der politischen Lage konnte sich die Hochschule erst nach Gründung des Bundesstaates im Jahr 1848 in ruhigen Bahnen entwickeln. Wurde 1885 noch die Grenze von 500 Studierenden zum ersten Mal überschritten, verdoppelte sich diese Zahl um die Jahrhundertwende bereits. Damit war die Universität Bern zu diesem Zeitpunkt die grösste Universität der Schweiz. Fürs rasche Anwachsen sorgten ausländische Studierende, welche die Hälfte der Studentenschaft ausmachten und vor allem aus Deutschland und Russland stammten. Russische Studentinnen waren es auch, die nach 1870 eine Bresche für das Frauenstudium schlugen.

### Umzug und Konsolidierung (1900–1950)

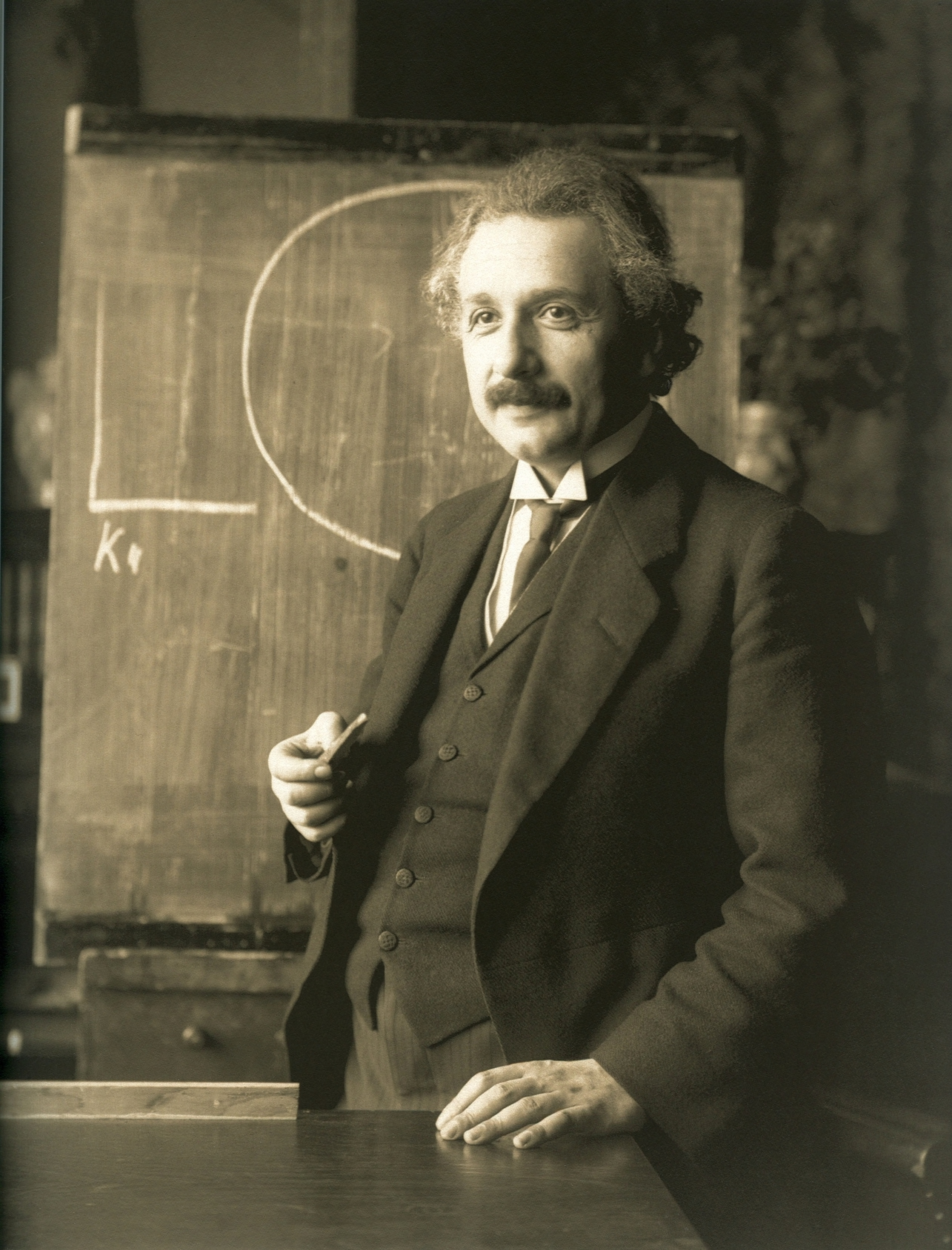
Albert Einstein (1921)

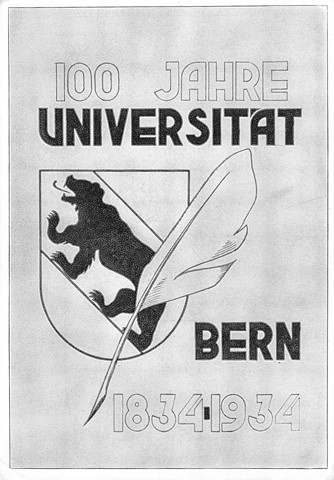
Grusskarte

Parallel zum Wohlstand der Stadt breitete sich Ende des 19. Jahrhunderts auch die Hochschule aus. Das Länggass-Quartier beheimatete neu verschiedene Universitätsableger, so wurde 1903 das neue Hauptgebäude auf der Grossen Schanze eingeweiht. Zudem wuchs die Zahl der Fakultäten. Als Reaktion auf das päpstliche Unfehlbarkeitsdogma wurde 1874 die Christkatholisch-theologische Fakultät gegründet. Die auseinanderdriftenden Natur- und Geisteswissenschaften trennten sich 1921 in die Philosophisch-naturwissenschaftliche beziehungsweise Philosophisch-historische Fakultät.
1908/09 sorgten drei Persönlichkeiten für bewegte Jahre an der Universität Bern: Ab 1908 lehrte Albert Einstein drei Semester lang theoretische Physik. Im folgenden Jahr wurde die russische Philosophin Anna Tumarkin zur ausserordentlichen Professorin ernannt und war somit europaweit die erste Dozentin, die Doktorate und Habilitationen abnehmen durfte. Und ebenfalls 1909 erhielt der Chirurg Theodor Kocher den Nobelpreis für Medizin. In den darauf folgenden Jahren konsolidierte sich Bern als kleine kantonale Hochschule mit Studierendenzahlen um die 2'000-Marke herum. 1934 feierte die Universität ihr 100-jähriges Bestehen.

### Ausbau und Organisation (1950–2000)

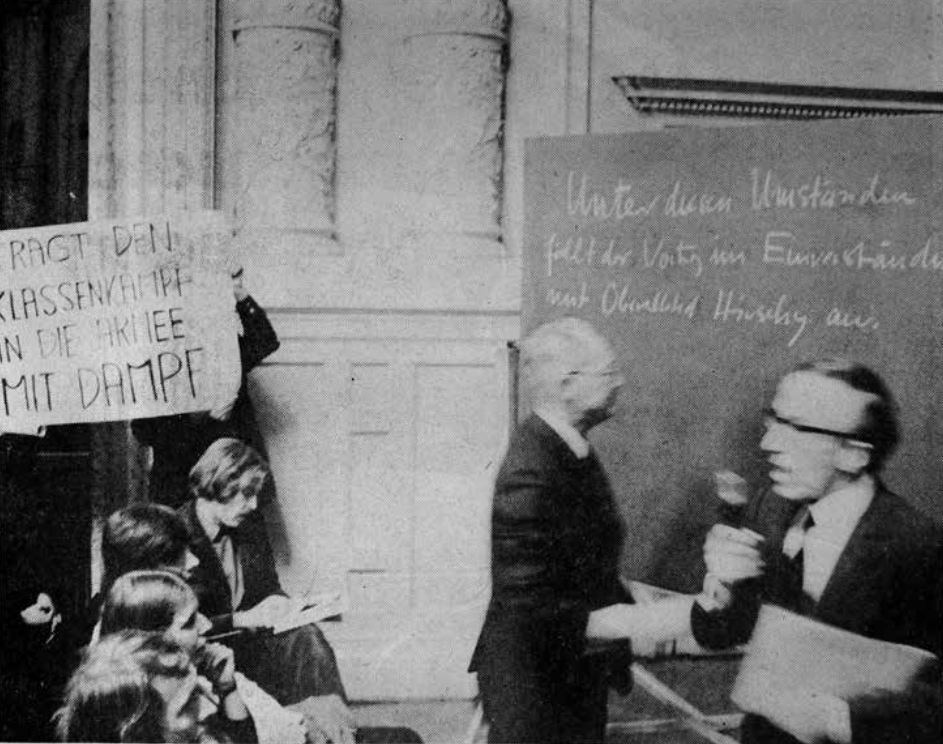
Studierende protestieren gegen eine Vorlesung (1968)

In den 1950er Jahren mehrten sich die Forderungen nach einem Ausbau des universitären und technischen Bildungssektors. Bereits 1968 zählte die Universität 5'000 Studierende, und auch örtlich breitete sie sich aus. Durch das rasche Wachstum entsprach das Universitätsgesetz nicht mehr den Anforderungen. Erst die Teilrevision des Unigesetzes im Jahre 1989 schaffte Abhilfe. Die Ergebnisse waren unter anderem eine neue Universitätsleitung mit mehrjähriger Amtszeit des Rektors und der Vizerektoren sowie die Bildung von interfakultären Institutionen.
1996 trat ein modernes, komplett revidiertes Unigesetz in Kraft. Dieses verwandelte die Universität Bern von einer Verwaltungsabteilung der Erziehungsdirektion in eine autonome Anstalt mit eigener Rechtspersönlichkeit. Zudem brachte das Gesetz eine Leistungsvereinbarung zwischen der Hochschule und dem Staat mit sich, welche die Kompetenzen klar abgrenzte. Als weiteren Meilenstein überschritt die Universität 1992 die Schwelle von 10'000 Studierenden.

### Bologna-Reform und Umgestaltung (2000–2020)

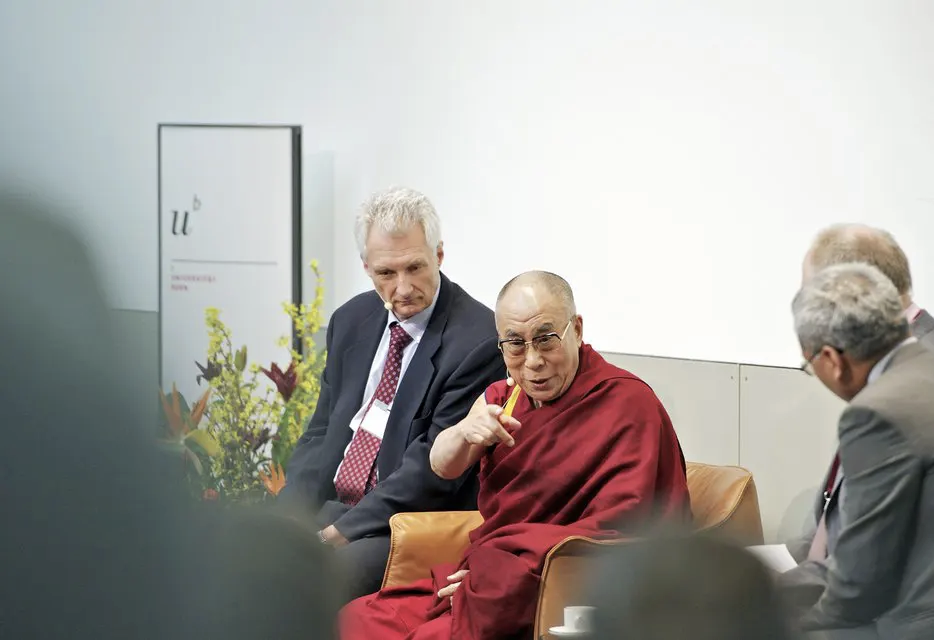
Dalai Lama Tenzin Gyatso an der Universität Bern (2013)

Mit der Bologna-Erklärung brach die Ära der ECTS-Punkte sowie der Bachelor- und Master-Abschlüsse an. Forschungsschwerpunkte wie Klimawissenschaften wurden strategisch festgelegt und universitätsübergreifende Kooperationen gefördert.
Innerhalb der Universität gruppierten sich die Fakultäten neu. 2001 fusionierten die Christkatholische und die Evangelisch-theologische Fakultät zur Theologischen Fakultät. Dagegen spaltete sich die Rechts- und Wirtschaftswissenschaftliche Fakultät in zwei Einheiten auf. 2005 schlossen sich die Psychologie, die Erziehungswissenschaft und die Sportwissenschaft zur Philosophisch-humanwissenschaftlichen Fakultät zusammen.
2009 feierte die Universität Bern das 175-Jahr-Jubiläum, in dem sie sich mit über 50 Veranstaltungen einer breiten Öffentlichkeit vorstellte. Im Sommer 2010 wurde das teilrevidierte Universitätsgesetz verabschiedet. Damit kann der Senat bei der Besetzung der Universitätsleitung gemeinsam mit dem Regierungsrat weiterhin mitbestimmen und die Universitätsleitung neu die ordentlichen Professoren selber wählen sowie eine eigene, vom Staat entkoppelte Rechnung führen.
2013 wurde die Strategie 2021 beschlossen, womit auch die Definition der fünf thematischen Schwerpunktfelder einherging: Nachhaltigkeit, Gesundheit und Medizin, Materie und Universum, Interkulturelles Wissen sowie Politik und Verwaltung. Ebenfalls 2013 wurden neue Richtlinien betreffend die Meinungsäusserung von Universitätsangehörigen in der Öffentlichkeit eingeführt. Im selben Jahr kam der 14. Dalai Lama, Tenzin Gyatso, anlässlich seines Schweiz-Besuches an die Universität Bern, um über Nachhaltigkeit zu sprechen und die Fragen von Studierenden zu beantworten. Zwei Jahre später wurde die deutsche Bundeskanzlerin Angela Merkel empfangen, welche die Universität besuchte, um ihr Ehrendoktorat entgegenzunehmen, welches ihr 2009 verliehen worden war.
Am 2. Juni 2017 trat die Universität Bern im Zuge ihrer Internationalisierungsstrategie der Vereinigung europäischer Forschungsuniversitäten The Guild of European Research-Intensive Universities («The Guild») bei.

### Gegenwart (ab 2020)

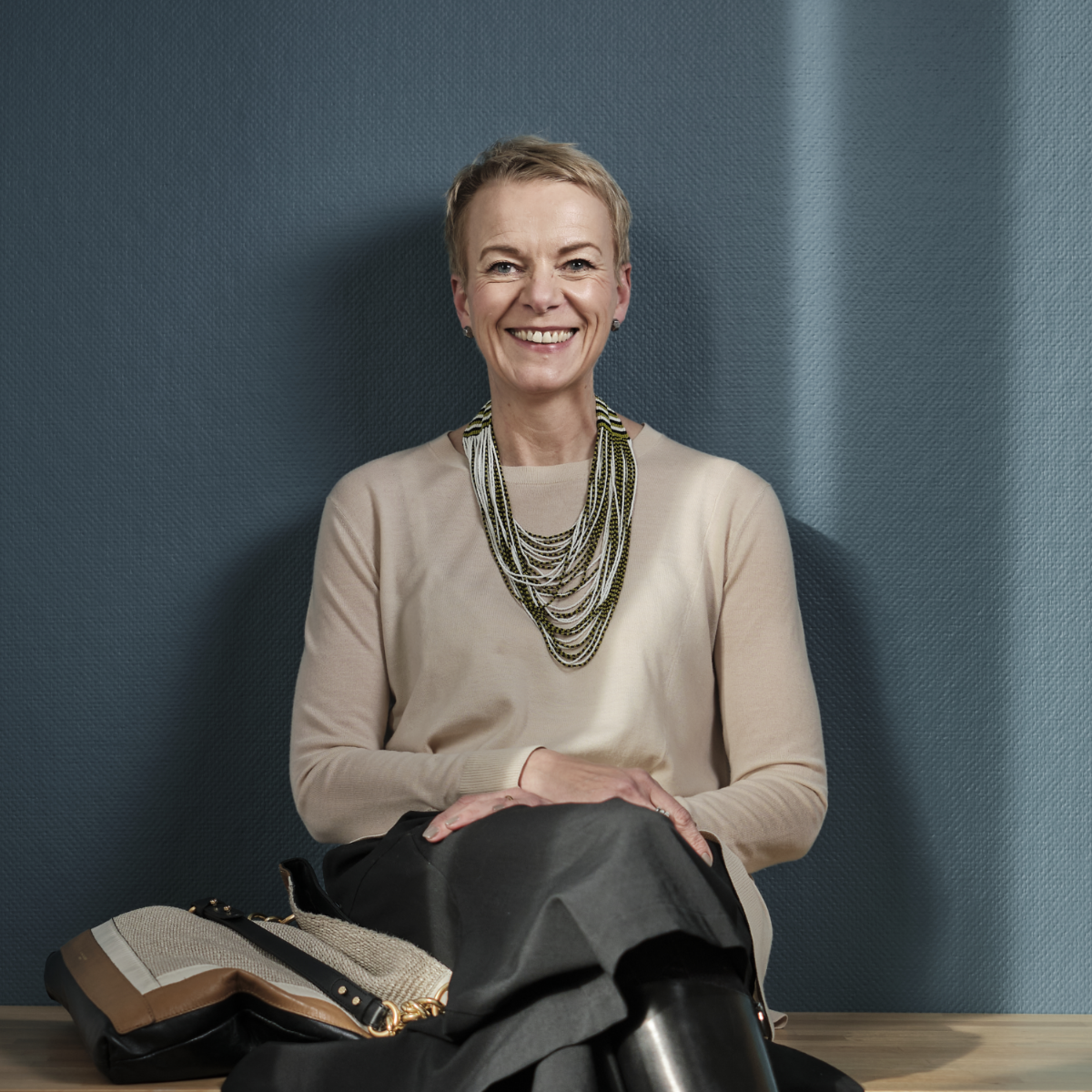
Virginia Richter, seit Juni 2024 erste Rektorin der Universität Bern

Anfang der 2020er Jahre wurde die Universität Bern vermehrt mit sich aus dem grösseren Weltgeschehen ergebenden Herausforderungen konfrontiert.
So waren sämtliche akademischen Bereiche von der COVID-19-Pandemie betroffen: In den Jahren 2020–2022 mussten der Lehr-, der Forschungs- und der Verwaltungsbetrieb im Einklang mit dem Pandemieverlauf und den Massnahmen zur Pandemiebekämpfung mehrmals eingeschränkt, unterbrochen und grossflächig von Präsenzbetrieb auf Onlinebetrieb umgestellt werden. In der Lehre fanden besonders die Frühjahrssemester 2020 und 2021 im Zuge der beiden nationalen Lockdowns gänzlich online statt. Für Präsenzveranstaltungen wurden Kapazitätsbeschränkungen, eine Maskentragepflicht und Zulassungsbeschränkungen im Sinne der 3G-Regel eingeführt.
Eine normale Situation, in der Lehrveranstaltungen und Prüfungen in Präsenz und ohne Einschränkungen durchgeführt werden, konnte erst am 1. April 2022 mit der Aufhebung der «ausserordentlichen Lage» durch den Bundesrat und der Auflösung des universitären Krisenstabes wiedererreicht werden. Folglich war eine beträchtliche Anzahl von Studierenden gezwungen, den Grossteil ihrer Studienzeit mit Fernunterricht zu verbringen.
In die Pandemiezeit fielen auch zentrale strategische Entscheidungen zur künftigen Ausrichtung der Universität. So wurde im Hinblick auf die globale Klimaerwärmung im Dezember 2020 das Projekt «Klimaneutralität 2025» lanciert, welches bis 2025 eine Reduktion der institutionellen Treibhausgas-Emissionen auf Netto-Null vorsieht. Zu diesem Zweck wurden u. a. neue Regelungen für Dienstreisen und Anreize für die virtuelle Durchführung von Konferenzen geschaffen. Ebenfalls im Jahr 2020 wurde mit der Wyss Academy for Nature ein an der Universität Bern angesiedeltes Forschungszentrum für Fragen der nachhaltigen Entwicklung und des Klimawandels gegründet. Schliesslich wurde am 21. Dezember 2021 die Strategie 2030 verabschiedet, mit welcher die Universität Bern ihre Position als internationale Spitzenuniversität weiter festigen und ausbauen will.
Das Jahr 2022 war geprägt vom russischen Überfall auf die Ukraine. Als Reaktion richtete die Universität Bern innert kurzer Zeit mehrere Integrationsprogramme für geflüchtete ukrainische Studierende ein und schuf neue Doktorats- sowie Postdoc-Stellen eigens für ukrainische Forschende. Zu ersteren gehörten ein erleichtertes Verfahren für die Aufnahme als Austauschstudent, ein einmaliges Vorbereitungsjahr für Studien an der Universität Bern und das Nachfolgeprogramm «Kompass UniBE» sowie Sprachkurse und Mentoring-Angebote. Im Zuge der Auswirkungen des Krieges auf die europäische Energieversorgung und Energiepolitik erliess die Universität im Winter 2022/23 – im Einklang mit den Empfehlungen des Bundes und des Kantons Bern – umfassende Stromsparmassnahmen.
Seit dem 1. Dezember 2022 ist die Universität Bern Teil der Universitätsallianz ENLIGHT, zusammen mit der Universität des Baskenlandes, der Comenius-Universität Bratislava sowie den Universitäten Bordeaux, Galway, Gent, Groningen, Tartu, Uppsala und Göttingen. Mit dem Beitritt wird eine stärkere innereuropäische Kooperation angestrebt, unter anderem um den Folgen des Ausschlusses der Schweiz von den EU-Programmen Horizon Europe und Erasmus+ entgegenzuwirken.
Am 1. Juni 2023 wurde bekanntgegeben, dass ab August 2024 mit Virginia Richter erstmals eine Frau Rektorin der Universität Bern wird. Ihre Tätigkeit als Rektorin nahm sie bereits zum 15. Juni 2024 auf.
Im Jahr 2024 wurde ein Defizit von 37,1 Millionen Franken bei einem Gesamtumsatz von 982,8 Millionen erzielt.

## Forschung

### Überblick
Die Universität Bern gehört zu den besonders forschungsstarken Universitäten der Welt. In den QS World University Rankings für das Jahr 2024 erhielt sie in den Kategorien Citations per Faculty und International Research Network 99,2/100 beziehungsweise 89,1/100 Punkte und im Times Higher Education Ranking in der Kategorie Citations 90,1/100 Punkte. Als Volluniversität beheimatet die Universität Bern das ganze Spektrum der Wissenschaften. In der Forschung hat sie sich jedoch in einigen Bereichen einen besonderen Namen gemacht und gehört in diversen Fächern wie der Weltraumforschung, der Nachhaltigkeits- und Klimaforschung, der Veterinär-, Zahn- und Biomedizin oder der Verwaltungsforschung zur Weltspitze.
Die Forschung an der Universität Bern ist interdisziplinär und international ausgerichtet. In diesem Sinne wurden 2018 drei Interfakultäre Forschungskooperationen (IFK) gestartet: One Health – Cascading and Microbiome-Dependent Effects on Multitrophic Health, Religious Conflicts and Coping Strategies und Decoding Sleep – From Neurons to Health & Mind. Im Jahr 2022 waren zudem 449 Nationalfonds-Projekte, 120 EU-Projekte und 59 internationale Grants an der Universität Bern beheimatet – insgesamt wurden 366,2 Millionen CHF an Drittmitteln für die Forschungstätigkeit eingeworben. Ausserdem hat die Universität Bern seit deren Einführung im Jahr 2001 mehrere Nationale Forschungsschwerpunkte (NFS) geleitet oder an ihnen mitgewirkt und damit zur Stärkung des Forschungs- und Innovationsplatzes Schweiz beigetragen:
| Nationale Forschungsschwerpunkte an der Universität Bern | Nationale Forschungsschwerpunkte an der Universität Bern | Nationale Forschungsschwerpunkte an der Universität Bern                   | Nationale Forschungsschwerpunkte an der Universität Bern |
| Zeitraum                                                 | Titel                                                    | Thema                                                                      | Leading House                                            |
| -------------------------------------------------------- | -------------------------------------------------------- | -------------------------------------------------------------------------- | -------------------------------------------------------- |
| 2001–2013                                                | NFS Klima                                                | Variabilität, Vorhersehbarkeit und Risiken des Klimas                      | Ja                                                       |
| 2001–2013                                                | NFS Nord-Süd                                             | Forschungspartnerschaften zur Linderung von Syndromen des globalen Wandels | Ja                                                       |
| 2005–2017                                                | NFS Trade Regulation                                     | Rahmenbedingungen des internationalen Handels                              | Ja                                                       |
| 2010–2022                                                | NFS TransCure                                            | Von der Transportphysiologie zu therapeutischen Ansätzen                   | Ja                                                       |
| 2010–                                                    | NFS MUST                                                 | Ultraschnelle Prozesse in molekularen Bausteinen                           | Nein (Lead: ETH Zürich, Co-Lead: Universität Bern)       |
| 2014–                                                    | NFS PlanetS                                              | Entstehung, Entwicklung und Charakterisierung von Planeten                 | Ja (Co-Lead: Universität Genf)                           |
| 2014–                                                    | NFS RNA & Disease                                        | Die Rolle der RNA-Biologie bei Krankheitsmechanismen                       | Ja (Co-Lead: ETH Zürich)                                 |

### Schwerpunkte
Die Universität Bern fokussiert ihre Forschungstätigkeit strategisch auf fünf Themenschwerpunkte: Nachhaltigkeit, Gesundheit und Medizin, Materie und Universum, Interkulturelles Wissen sowie Politik und Verwaltung. Diese wurden im Einklang mit den historischen Stärken der Universität und im Hinblick auf die wissenschaftlichen und gesellschaftlichen Herausforderungen der Gegenwart und der näheren Zukunft gewählt.

#### Nachhaltigkeit

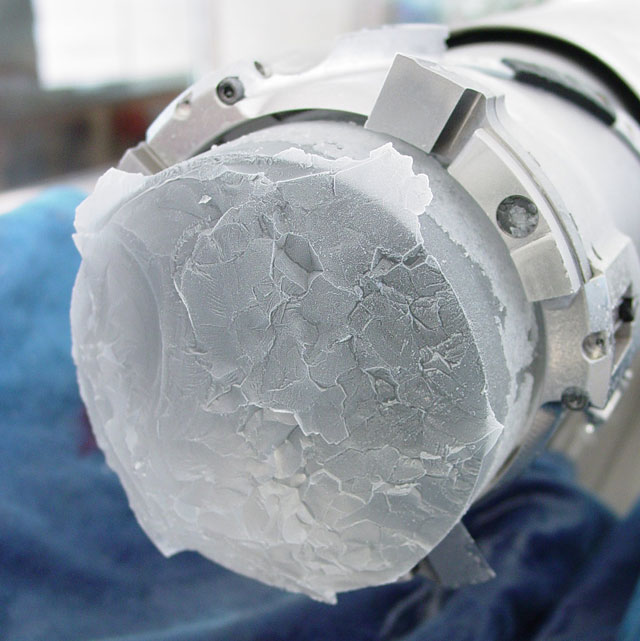
Eisbohrkern des OCCR (2006)

Die Universität Bern verfügt über eine lange Tradition in den noch jungen Disziplinen der Nachhaltigkeits- und Klimaforschung.
Bereits 1988 wurde am Institut für Geographie die Gruppe für Entwicklung und Umwelt gegründet, welche sich zunächst mit Forschungsprojekten zur nachhaltigen Entwicklung in den Schwellen- und Entwicklungsländern Afrikas, Zentralasiens und Südamerikas beschäftigte. 2009 entstand aus der Gruppe das Centre for Development and Environment (CDE), welches bis zum 31. März 2013 den NFS Nord-Süd, das führende Forschungsprogramm der Schweiz in den Bereichen globaler Wandel und nachhaltige Entwicklung, leitete. Heute konzentriert sich das CDE auf die Spezialgebiete der Regionalentwicklung sowie der Nutzung der natürlichen Ressourcen.
Ihre Prominenz in der Klimaforschung verdankt die Universität Bern zu grossen Teilen dem Pionier Hans Oeschger, welcher 1963 am Physikalischen Institut die Abteilung für Klima- und Umweltphysik gründete. Besondere Kompetenz verfügt die Universität noch heute in Oeschgers Spezialgebiet, der Analyse von Eisbohrkernen aus antarktischen Eisschilden und Gletschern, mithilfe derer sich historische Klimaverhältnisse rekonstruieren lassen. Im Rahmen dieser Tätigkeiten beteiligt sich die Universität Bern an mehreren internationalen Forschungsprojekten, beispielsweise dem EU-Projekt Beyond EPICA. Die Aktivitäten des NFS Klima (Klimaforschung), welcher 2001–2013 von der Universität Bern geleitet wurde, sowie weitere Forschungsprojekte zum Klimawandel werden heute im 2007 gegründeten interdisziplinären Oeschger Centre for Climate Change Research (OCCR) weitergeführt. Das OCCR gehört zu den weltweit führenden Forschungszentren im Bereich der Klimaforschung.

#### Gesundheit und Medizin

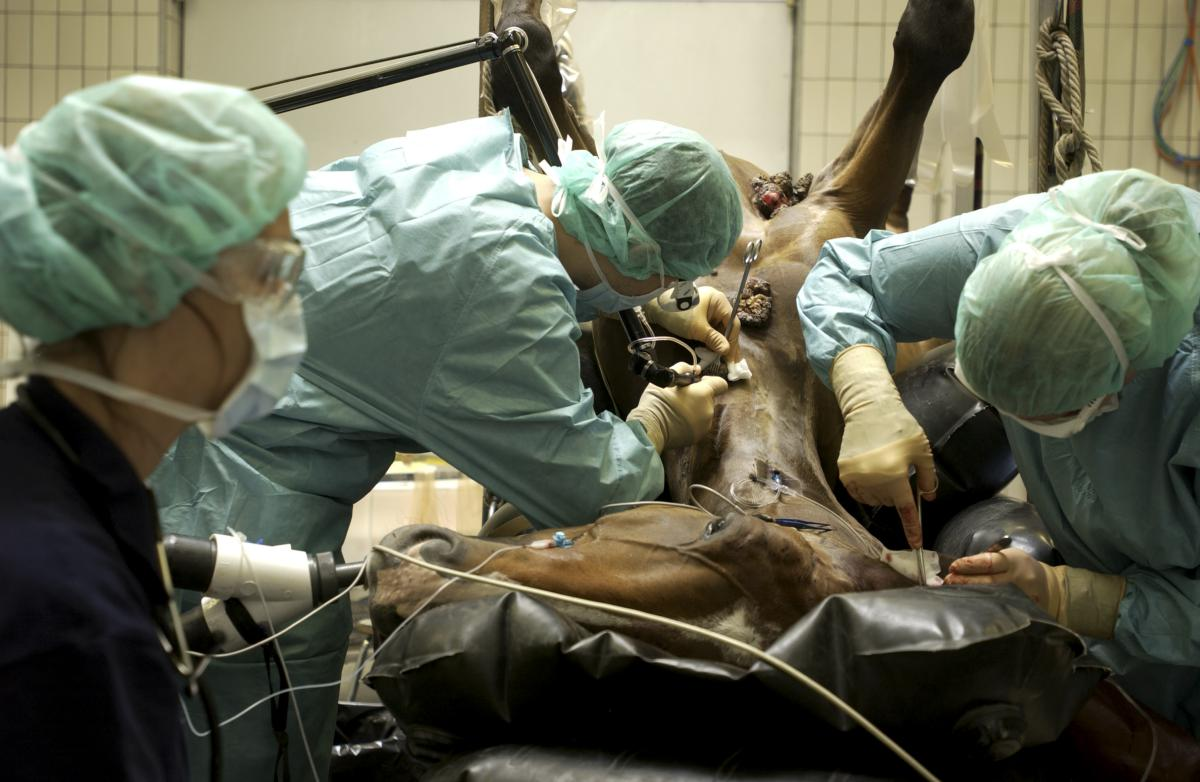
Operation an einem Pferd, Pferdeklinik der Vetsuisse-Fakultät

Bei den medizinischen Disziplinen verfügt die Universität Bern über besondere Kompetenzen in der Zahnmedizin und der Veterinärmedizin.
Die Zahnmedizinischen Kliniken der Universität Bern (ZMK) wurden 1921 gegründet, zunächst in Form des Zahnärztlichen Instituts. Da die Zahnmedizin lange als Handwerk galt, stiess die ZMK in ihren ersten Jahren vermehrt auf Kritik – heute gehört sie zu den renommiertesten zahnmedizinischen Kliniken der Welt. Besondere Beachtung erhält die ZMK für Innovationen in der Zahnerhaltung und der Implantattechnik sowie für den translationalen Ansatz ihrer Forschung, welcher eine schnelle Umsetzung der gewonnenen wissenschaftlichen Erkenntnisse im Gesundheitswesen und der Industrie anstrebt.
Im Jahr 1900 wurde an der Universität Bern die weltweit erste Veterinärmedizinische Fakultät gegründet. Heute leitet die Universität Bern die Vetsuisse-Fakultät, welche sie zusammen mit der Universität Zürich betreibt. Die Vetsuisse-Fakultät agiert als schweizweites Kompetenzzentrum für Tiergesundheit und Tierwohl, Nachhaltigkeit und Biodiversität sowie für Infektionskrankheiten und gehört heute zu den fünf besten veterinärmedizinischen Institutionen der Welt. Abgedeckt werden die meisten Bereiche der Veterinärmedizin, sowohl in der Forschung wie auch in der Klinik.
Die Universität Bern ist zudem bekannt für die Biomedizinische Grundlagenforschung und die Medizintechnik. 2008 wurde das ARTORG Center for Biomedical Engineering Research, 2019 das Bern Center for Precision Medicine (BCPM) und 2021 das Zentrum für künstliche Intelligenz in der Medizin (CAIM) gegründet. Seit 2019 existiert am Swiss Institute for Translational and Entrepreneurial Medicine (sitem) das Center for Translational Medicine and Biomedical Entrepreneurship, welches Innovationen und Unternehmertum fördern soll.
Für die Humanmedizin sieht die Forschungsstrategie der Medizinischen Fakultät vier Forschungscluster (Kardiovaskuläre Forschung, Neurowissenschaftliche Forschung, Krebsforschung und Zahnmedizinische Forschung) und vier übergreifende Themenschwerpunkte (Medizintechnik, Gesundheit, Prävention & Umwelt, Entzündung & Infektion und Geriatrie & Altersmedizin) vor.

##### Universitätsspital

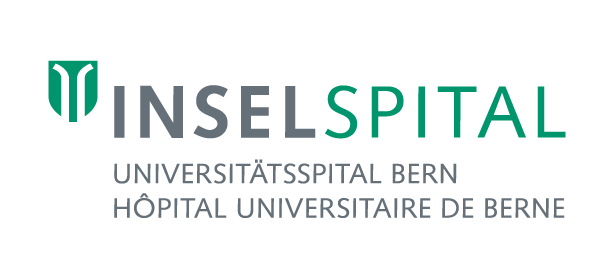
Das Logo des Inselspitals

Die Universität Bern verfügt über ein eigenes Universitätsspital, das Berner Inselspital, welches in Lehre und Forschung eng mit der Medizinischen Fakultät zusammenarbeitet. Trotz der starken strukturellen und inhaltlichen Vernetzung ist das Inselspital formell nicht Teil der Universität Bern, sondern gehört der Insel Gruppe AG, welche neben dem Inselspital noch weitere Spitäler betreibt. Die Insel Gruppe AG gehört zu 99,1 % der Inselspital-Stiftung und zu 0,9 % dem Kanton Bern. Der Rektor der Universität Bern ist ex officio stimmberechtigtes Mitglied des Verwaltungsrates.
Das Inselspital betreibt die Universitätskliniken, behandelt Patienten und leistet klinische Forschung in allen humanmedizinischen Bereichen, mit einem Fokus auf der Prävention, Diagnostik und Behandlung von Krankheiten. Es ist das grösste Spital der Schweiz, beschäftigt etwa 8'300 Mitarbeitende und pflegt jährlich 44'000 stationäre Patienten. Die psychiatrischen Kliniken der Universität Bern sind nicht Teil des Inselspitals, sondern bilden seit 2016 eine eigene gemeinnützige Aktiengesellschaft, die Universitären Psychiatrischen Dienste Bern (UPD). Wie im Falle des Inselspitals ist der Rektor der Universität Bern Mitglied des Verwaltungsrates.
| Liste der Universitätskliniken                                                               |
| Medizinische Fakultät                                                                        |
| -------------------------------------------------------------------------------------------- |
| Universitätsklinik für Allgemeine Innere Medizin                                             |
| Geriatrische Universitätsklinik                                                              |
| Universitätsklinik für Rheumatologie und Immunologie                                         |
| Universitätsklinik für Urologie                                                              |
| Universitätsklinik für Nephrologie und Hypertonie                                            |
| Universitätsklinik für Dermatologie                                                          |
| Universitätsklinik für Kinderheilkunde                                                       |
| Universitätsklinik für Diabetologie, Endokrinologie, Ernährungsmedizin & Metabolismus (UDEM) |
| Universitätsklinik für Frauenheilkunde                                                       |
| Universitätsklinik für Kinderchirurgie                                                       |
| Universitätsklinik für Anästhesiologie und Schmerztherapie                                   |
| Universitätsklinik für Intensivmedizin                                                       |
| Universitäres Notfallzentrum                                                                 |
| Universitätsklinik für Angiologie                                                            |
| Universitätsklinik für Kardiologie                                                           |
| Universitätsklinik für Herz- und Gefässchirurgie                                             |
| Universitätsklinik für Hämatologie und Hämatologisches Zentrallabor                          |
| Universitätsklinik für Medizinische Onkologie                                                |
| Universitätsklinik für Radio-Onkologie                                                       |
| Universitätsklinik für Infektiologie                                                         |
| Universitätsklinik für Neurochirurgie                                                        |
| Universitätsklinik für Neurologie                                                            |
| Universitätsklinik für Augenheilkunde                                                        |
| Universitätsklinik für Hals-, Nasen- und Ohrenkrankheiten, Kopf- und Halschirurgie (HNOK)    |
| Universitätsklinik für Schädel-, Kiefer- und Gesichtschirurgie                               |
| Universitätsklinik für Pneumologie und Allergologie                                          |
| Universitätsklinik für Viszerale Chirurgie und Medizin                                       |
| Universitätsklinik für Thoraxchirurgie                                                       |
| Universitätspoliklinik für Osteoporose                                                       |
| Universitätsklinik für Plastische- und Handchirurgie                                         |
| Universitätsklinik für Orthopädische Chirurgie und Traumatologie                             |
| Universitätsklinik für Nuklearmedizin                                                        |
| Klinik für Oralchirurgie und Stomatologie                                                    |
| Klinik für Zahnerhaltung, Präventiv- und Kinderzahnmedizin                                   |
| Klinik für Kieferorthopädie                                                                  |
| Klinik für Parodontologie                                                                    |
| Klinik für Rekonstruktive Zahnmedizin und Gerodontologie                                     |
| Universitätsklinik für Psychiatrie und Psychotherapie (PP)                                   |
| Universitätsklinik für Kinder- und Jugendpsychiatrie und Psychotherapie (KJP)                |
| Universitätsklinik für Alterspsychiatrie und Psychotherapie (APP)                            |
| Universitätsklinik für Forensische Psychiatrie und Psychologie                               |
| Veterinärmedizinische Fakultät                                                               |
| Kleintierklinik                                                                              |
| Wiederkäuerklinik                                                                            |
| Schweineklinik                                                                               |
| ISME Pferdeklinik Bern                                                                       |

Zur Ansicht der Tabelle rechts auf [Ausklappen] drücken.

#### Materie und Universum

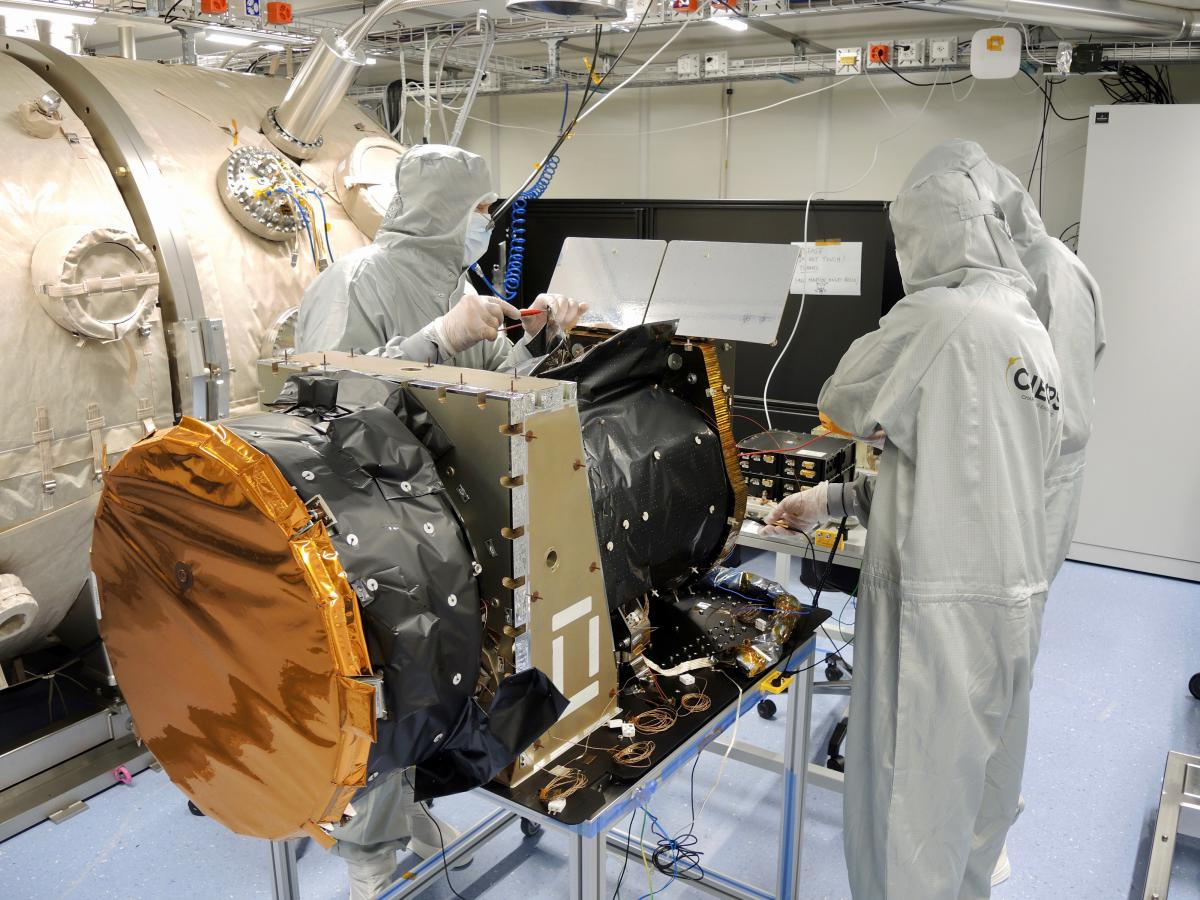
Zusammenbau des Weltraumteleskops CHEOPS (2018)

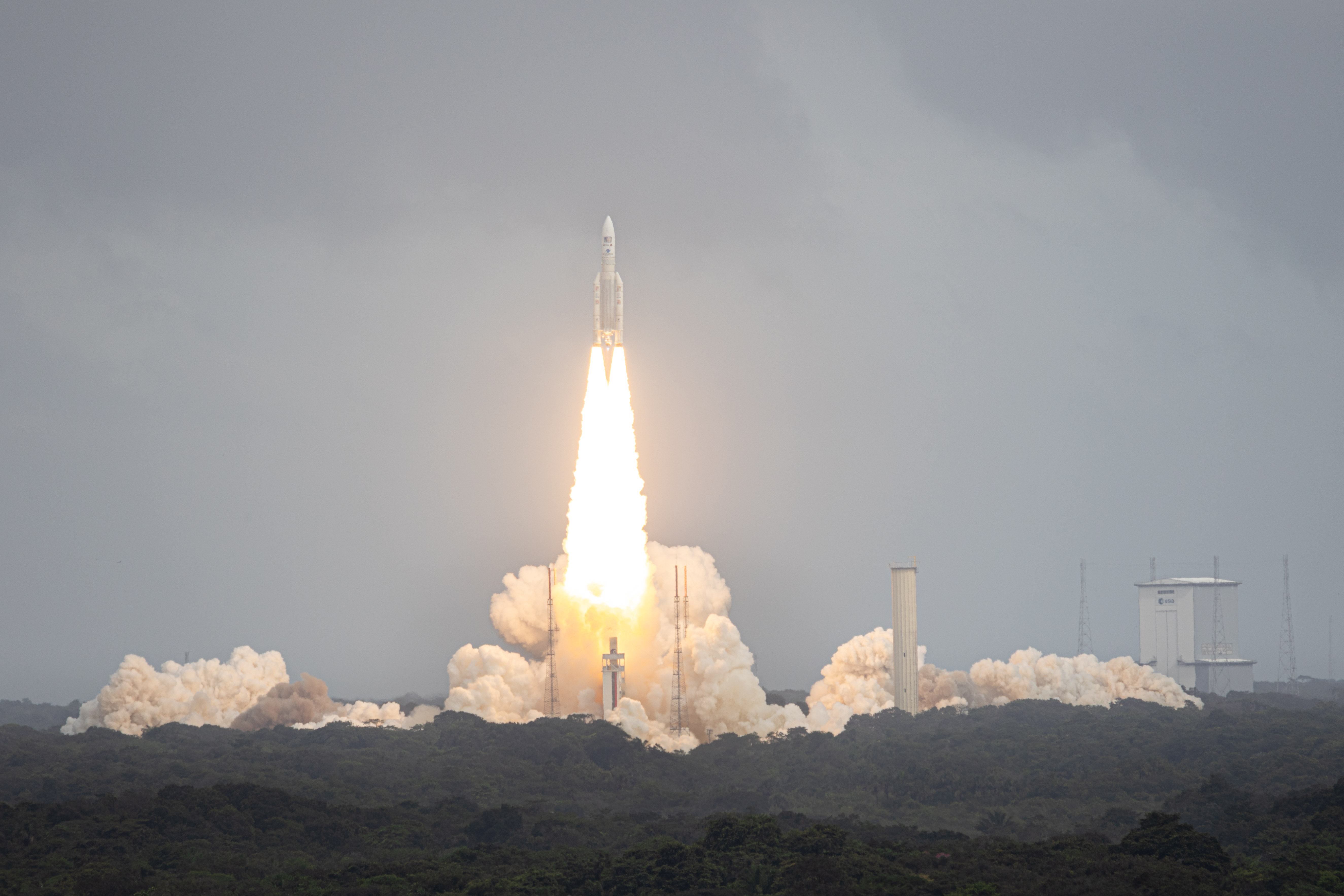
Start der Raumsonde JUICE (2023)

Die Universität Bern gehört zur Weltspitze im Bereich der Weltraumforschung. Für die Schweiz als ESA-Gründungsmitglied und Raumfahrtnation sind die Kenntnisse der Universität Bern auf diesem Gebiet von zentraler Bedeutung. Entsprechend leitet die Universität Bern auch den NFS PlanetS, zusammen mit der Universität Genf.
Über besondere Kompetenz verfügt die Universität Bern in der Entwicklung von weltraumtauglichen Experimenten und Messgeräten. Bereits 1969 steuerte das physikalische Institut zur ersten bemannten Mondlandung, der Apollo-11-Mission der NASA, ein neuartiges Sonnenwindsegel bei, welches Neil Armstrong noch vor der amerikanischen Flagge auf der Mondoberfläche anbrachte. Seitdem trägt sie regelmässig Instrumente und Forschungsgeräte zu Weltraummissionen der NASA und der ESA bei. Zu den neueren Missionen mit Berner Beteiligung gehören die Raumsonde Rosetta (Start 2004), für welche das Massenspektrometer ROSINA entwickelt wurde, der ExoMars Trace Gas Orbiter (TGO; Start 2016), dessen Kamera CaSSIS von Berner Forschenden entworfen wurde und die bisher schärfsten Farbbilder des Mars liefert, sowie die Jupiter-Sonde JUICE (Start 2023), die mehrere Messinstrumente trägt, an deren Entwicklung die Universität Bern mitwirkte. JUICE soll die Eismonde des Jupiters umkreisen und dort nach Spuren ausserirdischen Lebens suchen.
Die Universität Bern leitet zudem die CHEOPS-Mission der ESA, für welche sie das gleichnamige Weltraumteleskop entwickelte, das Exoplaneten in der näheren Umgebung der Erde charakterisiert und untersucht. CHEOPS ist die erste ESA-Mission, bei der die Schweiz als Hauptpartner agiert. Initiiert wurde das Projekt bereits 2008 vom Berner Astrophysiker Willy Benz und dem späteren Genfer Physik-Nobelpreisträger Didier Queloz. Offiziell beginnen konnte es 2012, als erste S-Klasse Mission der ESA. 2019 startete CHEOPS ins All.
Neben der Entwicklung von Messinstrumenten und der Planetenforschung konzentriert sich die Universität Bern in der Astronomie auf die Untersuchung möglicher Spuren, Ursprünge und Auswirkungen ausserirdischen Lebens im All. Hierfür wurde 2012 das interdisziplinäre Center for Space and Habitability (CSH) geschaffen. 2019 feierte die Universität Bern anlässlich des 50-jährigen Jubiläums der ersten Mondlandung das Wissenschaftsfest «Bern im All».
Abseits der Weltraumforschung ist die Universität Bern auch in der Teilchenphysik und der Theoretischen Physik bekannt. Im Fokus der Forschung stehen Neutrinos, Hoch- und Niederenergiephysik, Quantenfeldtheorien, Astroteilchenphysik und Kosmologie, Quantensimulationen und Anwendungen der fundamentalen Physik. 2011 wurde das Albert Einstein Center for Fundamental Physics (AEC) eingerichtet, welches eine der grössten Schweizer Forschungsgruppen auf dem Gebiet der Teilchenphysik beheimatet.

#### Interkulturelles Wissen
Die Universität misst dem Interkulturellen Wissen eine grosse Bedeutung bei, um einer zunehmend globalisierten Welt begegnen zu können, in welcher der kulturelle Austausch und das Verständnis der eigenen wie anderer Kulturen und Religionen immer wichtiger wird. Im Themenschwerpunkt Interkulturelles Wissen sind mehrere geistes-, kultur- und sozialwissenschaftliche Fächer gebündelt, welche inter- und transdiziplinäre Forschung zu diversen gesellschaftlich relevanten Themen betreiben.
Zur Stärkung des Themenschwerpunktes wurde 2015 das Walter Benjamin Kolleg (WBKolleg) gegründet. Zum WBKolleg gehören heute das Center for Global Studies (CGS), welches sich mit den politischen, sozialen und kulturellen Aspekten der Verflechtung und Entflechtung menschlicher Lebensbereiche über grosse geographische Distanzen und verschiedene kulturelle Kontexte hinweg befasst, das Center for the Study of Language and Society (CSLS), das sich der Forschung und dem Dialog an der Schnittstelle zwischen Sprache und Gesellschaft widmet, die Graduate School of the Arts and Humanities sowie eine Assistenzprofessur für Digital Humanities.
Bereits 2001 wurde das Interdisziplinäre Zentrum für Geschlechterforschung (IZFG) gegründet, welches in Forschung, Lehre und im Wissensdialog tätig ist und sich inhaltlich, methodisch und theoretisch mit Geschlecht und Geschlechterfragen auseinandersetzt.

#### Politik und Verwaltung

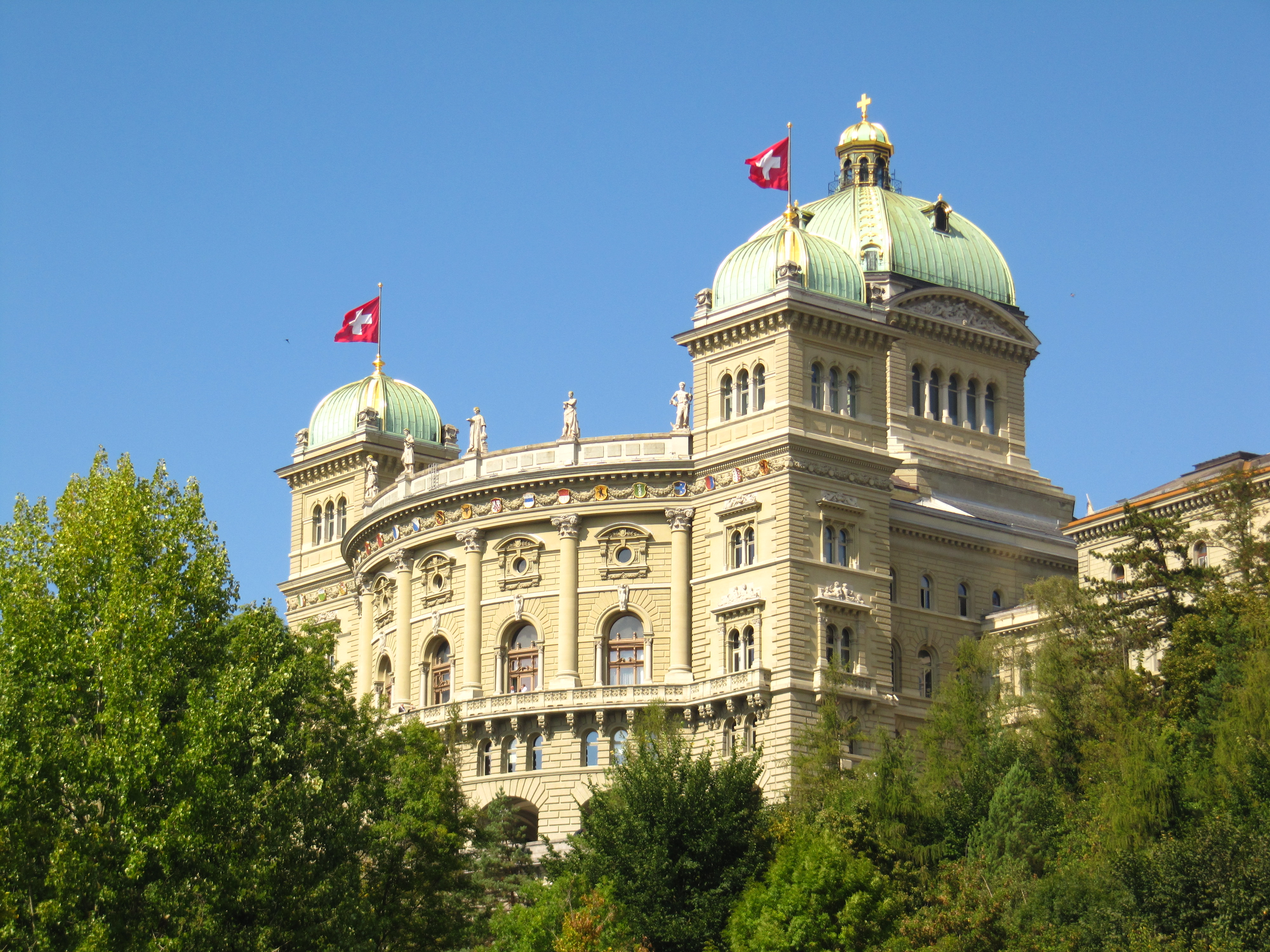
Das Bundeshaus in Bern

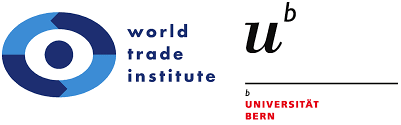
Das Logo des World Trade Institute

Der Standort in der Schweizer Hauptstadt Bern und die damit einhergehende Nähe zur Schweizerischen Bundesverwaltung haben dazu geführt, dass die Universität Bern auch in der Politikwissenschaft, der Verwaltungsforschung sowie der Wirtschafts- und Sozialwissenschaft wichtige Beiträge leistet.
Sie ist die national führende Institution für die Erforschung des politischen Systems der Schweiz und erbringt Dienstleistungen für die Verwaltung der Hauptstadtregion Schweiz. 2002 wurde das Kompetenzzentrum für Public Management (KPM) errichtet, welches auch international als angesehenes Forschungszentrum für Verwaltungswissenschaft gilt. Neben der Forschung und der Erbringung von Dienstleistungen für die öffentliche Hand konzentriert sich das KPM auf die Ausbildung von Verwaltungsforschenden und Verwaltungsmitarbeitenden. So bietet es etwa den interdisziplinären und interuniversitären Master-Studiengang Public Management and Policy sowie Doktoratsprogramme und Nachdiplomstudiengänge an.
Auf dem Gebiet der Wirtschafts- und Sozialwissenschaft fokussiert sich die Universität Bern in Einklang mit der Nähe zum Bundesstaat auf Geldwirtschaft und Geldpolitik sowie Volkswirtschaft und Industrieökonomik, aber auch auf regionale und ökonomische Entwicklung sowie auf den internationalen Handel. 2012 wurde das Center for Regional Economic Development (CRED) geschaffen, welches sich wissenschaftlich mit Standortdynamik & regionaler Wirtschaftspolitik, Tourismus, und Bodenpolitik & Immobilien befasst. Mit Unterstützung der Welthandelsorganisation ist seit 1999 an der Universität Bern das World Trade Institute (WTI) angesiedelt, eine weltweit führende akademische Institution auf dem Gebiet des internationalen Wirtschafts- und Welthandelsrechts. Gegründet wurde das WTI im Zusammenhang mit der Uruguay-Runde von 1995. Seither rekrutiert es Forschende und Studierende aus der ganzen Welt, um Grundlagen für ein stabiles, offenes und faires Welthandelssystem zu schaffen. Von 2001 bis 2013 leitete es zudem den NFS Trade Regulation.

### Forschungszentren
Nachfolgend sind die interdisziplinären und interfakultären Kompetenz- und Forschungszentren sowie fakultären Fachzentren aufgelistet, die zur Verfolgung der universitären Themenschwerpunkte geschaffen wurden:

- Albert Einstein Center for Fundamental Physics (AEC)
- ARTORG Center for Biomedical Engineering Research
- Bern Center for Precision Medicine (BCPM)
- Centre for Development and Environment (CDE)
- Center for Global Studies (CGS)
- Center for Regional Economic Development (CRED)
- Center for Space and Habitability (CSH)
- Center for the Study of Language and Society (CSLS)
- Forum Islam und Naher Osten (FINO)
- Interdisziplinäres Zentrum für Geschlechterforschung (IZFG)
- Interfakultäres Zentrum für Bildungsforschung (ICER)
- Kompetenzzentrum für Public Management (KPM)
- Multidisciplinary Center for Infectious Diseases (MCID)
- Oeschger Centre for Climate Change Research (OCCR)
- sitem Center for Translational Medicine and Biomedical Entrepreneurship
- World Trade Institute (WTI)
- Zentrum für Artifizielle Intelligenz in Medizin (CAIM)

## Studium

### Überblick
An der Universität Bern sind 8'071 Bachelor- und 4'992 Master-Studierende immatrikuliert. Dazu sind 3'518 Doktorierende eingeschrieben. Dies ergibt jährlich rund 1'600 Bachelor-, 1'500 Master- und 750 Doktoratsabschlüsse. Zudem absolvierten Stand 2024 3'027 Personen an der Universität Bern einen Weiterbildungsstudiengang. Unter den Studierenden bilden seit einiger Zeit die Frauen die Mehrheit, ihr Anteil betrug Ende 2024 60 Prozent. Etwa 13 % der Studierenden kommen aus dem Ausland.
Da die Universität Bern über kein Studentenwohnheim und keine Colleges verfügt, müssen sich die Studierenden um ihre eigene Unterkunft kümmern. Beliebt sind dabei das Zusammenleben in Wohngemeinschaften in der Stadt Bern und den umliegenden Gemeinden sowie – aufgrund der zentralen Lage, der kurzen Verkehrswege innerhalb der Schweiz und aus finanziellen Gründen – der Pendelverkehr vom Elternhaus aus. Eine Umfrage der Studierendenschaft der Universität Bern (SUB) aus dem Jahr 2020 ergab, dass 80 % der Berner Studierenden neben dem Studium einer Erwerbstätigkeit nachgehen, wobei die Mehrheit in einem Pensum von maximal 20 % beschäftigt ist. Dabei besteht die Möglichkeit, von der Universität selbst als Wissenschaftliche Hilfskraft angestellt zu werden, was die administrative Arbeit im Zentralbereich, die Unterstützung von Dozierenden in Lehre und Forschung sowie das Abhalten von Tutorien und Weiteres umfassen kann.

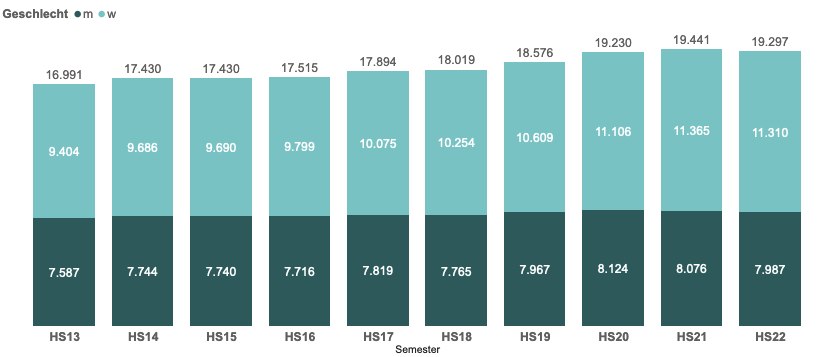
Studierende nach Geschlecht (2013–2022)

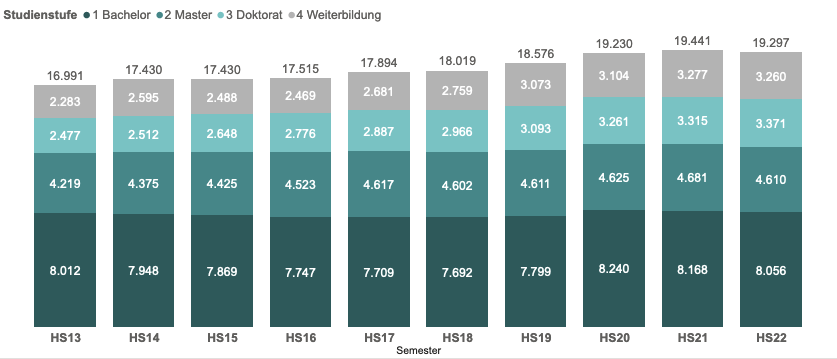
Studierende nach Studienstufe (2013–2022)

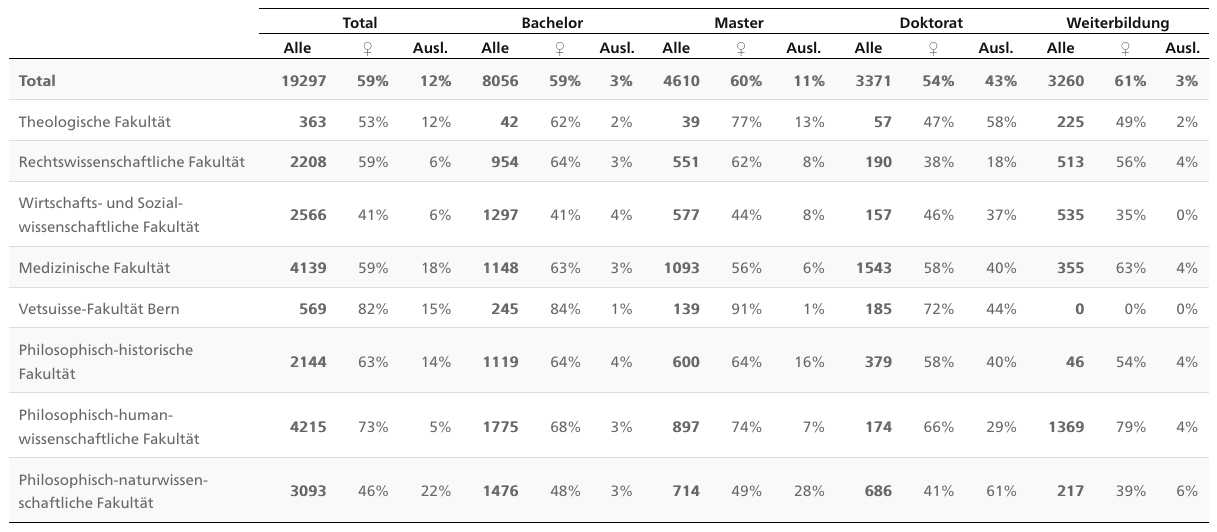
Studierende im Herbstsemester 2022

### Zulassung
Zum Studium an der Universität Bern ohne Weiteres zugelassen sind alle Personen, welche eine Schweizer Maturität oder einen Schweizer Studienausweis besitzen. Im Detail bedeutet dies, dass mindestens eine der folgenden Voraussetzungen erfüllt werden muss:
- Gymnasiale Matura einer Schweizer Mittelschule
- Schweizer Berufsmaturität mit einer bestandenen Passerellenprüfung
- Bachelordiplom einer Schweizer Universität
- Bachelordiplom einer Schweizer Pädagogischen Hochschule oder einer Fachhochschule

Für Studieninteressierte mit einem ausländischen Reifezeugnis oder einem ausländischen Studienausweis gelten länderspezifische Zulassungsbedingungen, je nach Gleichwertigkeit des fraglichen Abschlusses. Zudem müssen je nach Studiengang gewisse Sprachanforderungen erfüllt werden.

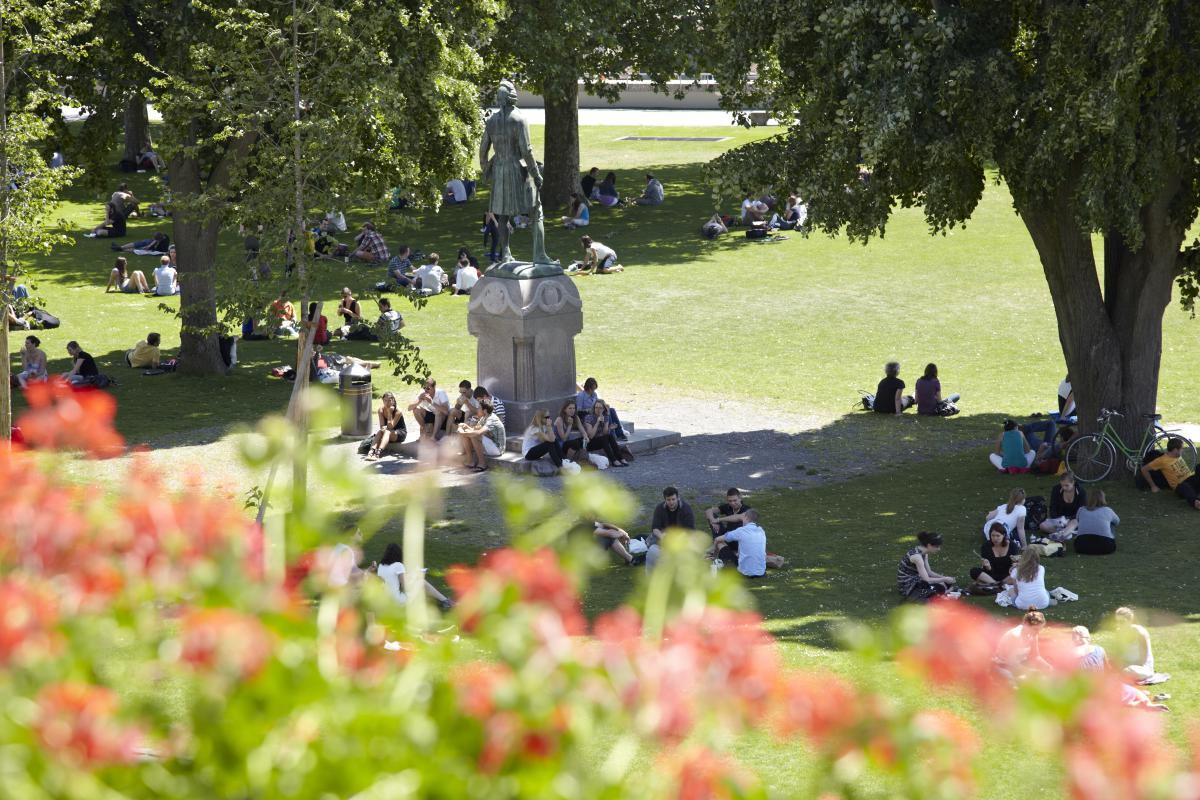
Studierende der Universität Bern auf der Grossen Schanze

Ein Numerus clausus besteht einzig für die Fächer Human-, Zahn- und Veterinärmedizin sowie für das Studium der Sportwissenschaft. Anders als in anderen Ländern ist für den Numerus clausus jedoch nicht die Abschlussnote des Maturitätszeugnisses ausschlaggebend, sondern es muss jeweils eine fachspezifische Aufnahmeprüfung absolviert werden.
Die reguläre Studiengebühr an der Universität Bern beträgt (Stand 2023) pro Semester 750 CHF zuzüglich einer Semestergebühr von 34 CHF und eines fakultativen Beitrags an die Studierendenschaft in der Höhe von 21 CHF. Für ausländische Studierende gilt eine zusätzliche Gebühr von 200 CHF pro Semester, sofern diese im Zeitpunkt des Erlangens des Zulassungsausweises zum Bachelorstudium ihren zivilrechtlichen Wohnsitz weder in der Schweiz noch im Fürstentum Liechtenstein hatten.
Für Studieninteressierte ab 30 Jahren besteht mit dem Aufnahmeverfahren 30+ die Möglichkeit, auch ohne Matura oder Studienausweis ein Studium aufzunehmen. Für Schweizer und in der Schweiz aufgewachsene Ausländer genügt dabei eine Lehre oder eine Berufsmaturität, für ausländische Studierende gelten besondere Bestimmungen. Voraussetzung für die Zulassung ist das Bestehen eines zweiteiligen Aufnahmeverfahrens. Beim ersten Teil wird die allgemeine Eignung zum Studium mittels Überprüfung der Problemlösefähigkeit festgestellt, im zweiten Teil die Hochschulreife für den gewählten Studiengang überprüft.

### Studienangebot
Die Universität Bern bietet 39 Bachelor- und 76 Master-Studiengänge an. Auf beiden Studienstufen gibt es sowohl Mono-Studiengänge als auch solche, die im Major-Minor-System mit einem Nebenfach kombiniert werden können. Ein Doppel- oder Mehrfachstudium ist möglich, aber die Ausnahme und muss vom zuständigen Dekanat bewilligt werden.
Zusätzlich zu den Bachelor- und Masterstudiengängen werden 117 Weiterbildungs-Studienprogramme angeboten, welche je nach Umfang mit einem Certificate of Advanced Studies (CAS), Diploma of Advanced Studies (DAS) oder Master of Advanced Studies (MAS) abgeschlossen werden. Ausserdem sind an der Universität Bern sieben Graduiertenschulen beheimatet, welche im Einklang mit den universitären Themenschwerpunkten spezielle Doktoratsprogramme anbieten.
Neben den klassischen Studienrichtungen ist die Universität Bern auch für junge Fächer wie Sportwissenschaft oder Theaterwissenschaft bekannt. Der Studiengang Theaterwissenschaft, der im Master mit dem Schwerpunkt Tanzwissenschaft vertieft werden kann, ist nach wie vor der einzige dieser Art in der Schweiz. Als weltweit einzige Hochschule bietet Bern im Rahmen des Theologiestudiums einen Schwerpunkt in christkatholischer Theologie an. Zudem existiert eine Vielzahl von einzigartigen, hoch spezialisierten Master-Studiengängen wie der Master of Arts in Public Management and Policy, der Master of Science in Biomedical Engineering, der Master of Science in Precision Engineering, der Master of Science in Climate Sciences oder der Master of Science in Artificial Intelligence in Medicine.
| Liste der Bachelor-Studiengänge                        |
| A                                                      |
| ------------------------------------------------------ |
| Archäologie (Major)                                    |
| B                                                      |
| Betriebswirtschaftslehre (Major)                       |
| Biochemie und Molekularbiologie (Mono)                 |
| Biologie (Mono)                                        |
| C                                                      |
| Chemie und Molekulare Wissenschaften (Mono)            |
| D                                                      |
| Deutsche Sprach- und Literaturwissenschaft (Major)     |
| E                                                      |
| English (Major)                                        |
| Erdwissenschaften, Geologie (Mono)                     |
| Erziehungswissenschaft (Major)                         |
| F                                                      |
| Französische Sprach- und Literaturwissenschaft (Major) |
| G                                                      |
| Geographie (Major)                                     |
| Geschichte (Major, Mono)                               |
| H                                                      |
| Humanmedizin (Mono)                                    |
| I                                                      |
| Informatik (Major)                                     |
| Interreligiöse Studien (Major)                         |
| Islamic and Middle Eastern Studies (Major)             |
| Italienische Sprach- und Literaturwissenschaft (Major) |
| K                                                      |
| Klassische Philologie (Major)                          |
| Kunstgeschichte (Major)                                |
| L                                                      |
| Linguistik (Major)                                     |
| M                                                      |
| Mathematik (Major)                                     |
| Musikwissenschaft (Major)                              |
| O                                                      |
| Osteuropa-Studien (Major)                              |
| P                                                      |
| Pharmazeutische Wissenschaften (Mono)                  |
| Philosophie (Major)                                    |
| Physik (Major)                                         |
| Psychologie (Major)                                    |
| R                                                      |
| Rechtswissenschaft (Mono)                              |
| Religionswissenschaft (Major)                          |
| S                                                      |
| Slavistik (Major)                                      |
| Sozialanthropologie (Major)                            |
| Sozialwissenschaften (Major)                           |
| Spanische Sprach- und Literaturwissenschaft (Major)    |
| Sportwissenschaft (Major)                              |
| T                                                      |
| Theaterwissenschaft (Major)                            |
| Theologie (Mono)                                       |
| V                                                      |
| Veterinärmedizin (Mono)                                |
| Volkswirtschaftslehre (Major)                          |
| Z                                                      |
| Zahnmedizin (Mono)                                     |

| Liste der Master-Studiengänge                                    |
| A                                                                |
| ---------------------------------------------------------------- |
| Anthropologie des Transnationalismus und des Staates (Major)     |
| Antikes Judentum (Mono, Major)                                   |
| Applied Economic Analysis (Mono)                                 |
| Archäologie (Mono, Major)                                        |
| Artificial Intelligence in Medicine (Mono)                       |
| B                                                                |
| Betriebswirtschaftslehre (Mono)                                  |
| Bioinformatics and Computational Biology (Mono)                  |
| Biomedical Engineering (Mono)                                    |
| Biomedical Sciences (Mono)                                       |
| Business and Economics (Mono)                                    |
| Business and Law (Mono)                                          |
| C                                                                |
| Chemie und Molekulare Wissenschaften (Mono)                      |
| Cultural Differences and Transnational Processes (CREOLE) (Mono) |
| D                                                                |
| Deutsche Sprachwissenschaft (Major)                              |
| Deutsche Literaturwissenschaft (Major)                           |
| Deutsche Sprach- und Literaturwissenschaft (Major)               |
| E                                                                |
| Ecology and Evolution (Mono)                                     |
| Economics (Mono)                                                 |
| Editionsphilologie (Major)                                       |
| English (Major)                                                  |
| Erdwissenschaften, Geologie (Mono)                               |
| Erziehungswissenschaft (Mono, Major)                             |
| F                                                                |
| Französische Sprachwissenschaft / Literaturwissenschaft (Major)  |
| G                                                                |
| Geographie (Mono, Major)                                         |
| Geschichte (Mono, Major)                                         |
| H                                                                |
| Humanmedizin (Mono)                                              |
| I                                                                |
| Informatik (Mono)                                                |
| International and Monetary Economics (Mono)                      |
| Interreligiöse Studien (Major)                                   |
| Islamwissenschaft und Orientalische Literatur (Major)            |
| Italienische Sprach- und Literaturwissenschaft (Major)           |
| K                                                                |
| Klassische Philologie (Major)                                    |
| Klimawissenschaften (Mono)                                       |
| Kunstgeschichte (Major)                                          |
| Kunstgeschichte: Ausstellungs- und Museumswesen (Mono)           |
| Kunstgeschichte: Denkmalpflege und Monumentenmanagement (Mono)   |
| Kunstgeschichte: Geschichte der textilen Künste (Mono)           |
| L                                                                |
| Lateinamerikastudien (Mono, Major)                               |
| Linguistik (Major)                                               |
| M                                                                |
| Mathematik (Mono)                                                |
| Middle Eastern Studies (Major)                                   |
| Molecular Life Sciences (Mono)                                   |
| Musikwissenschaft (Major)                                        |
| O                                                                |
| Osteuropa-Studien (Major)                                        |
| P                                                                |
| Pharmazie (Mono)                                                 |
| Philosophie (Major)                                              |
| Physik (Mono)                                                    |
| Political, Legal and Economic Philosophy (Mono)                  |
| Politikwissenschaft (Major)                                      |
| Precision Engineering (Mono)                                     |
| Psychologie (Mono)                                               |
| Public Management and Policy (Mono)                              |
| R                                                                |
| Rechtswissenschaft (Mono)                                        |
| Religion in globaler Gegenwart (Mono)                            |
| Religionswissenschaft (Major)                                    |
| S                                                                |
| Schweizer Politik und Vergleichende Politik (Mono)               |
| Slavistik (Major)                                                |
| Sozialanthropologie (Major)                                      |
| Soziolinguistik (Mono, Major)                                    |
| Soziologie (Mono)                                                |
| Spanische Sprach- und Literaturwissenschaft (Major)              |
| Sport Fachdidaktik (Mono)                                        |
| Sportwissenschaft (Major)                                        |
| Sportwissenschaftliche Forschung (Mono)                          |
| Statistik und Data Science (Mono)                                |
| T                                                                |
| Theaterwissenschaft / Tanzwissenschaft (Major)                   |
| Theologie (Mono)                                                 |
| Theologie ITHAKA (Mono)                                          |
| V                                                                |
| Veterinärmedizin (Mono)                                          |
| Volkswirtschaftslehre (Mono)                                     |
| W                                                                |
| Wissenschaftsphilosophie (Major)                                 |
| World Arts and Music (Major)                                     |
| World Literature (Mono, Major)                                   |
| Z                                                                |
| Zahnmedizin (Mono)                                               |
| Zentralasiatische Kulturwissenschaft (Major)                     |

| Liste der Graduiertenschulen                                                           |
| -------------------------------------------------------------------------------------- |
| Graduate School of the Arts and Humanities                                             |
| Graduate School for Cellular and Biomedical Sciences                                   |
| Graduate School of Climate Sciences                                                    |
| Graduate School of Economic Globalisation and Integration at the World Trade Institute |
| Graduate School Gender Studies                                                         |
| Graduate School for Health Sciences                                                    |
| International Graduate School North-South                                              |

Zur Ansicht der Tabellen rechts auf [Ausklappen] drücken.

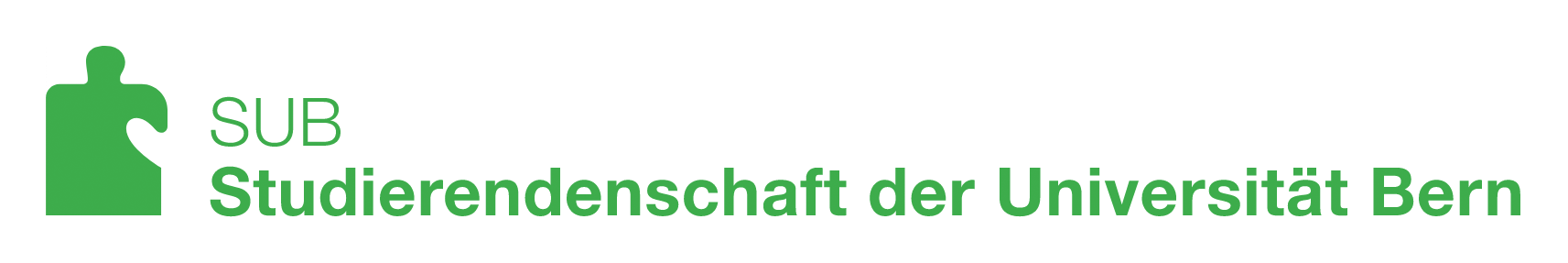
Logo der Studierendenschaft der Universität Bern (SUB)

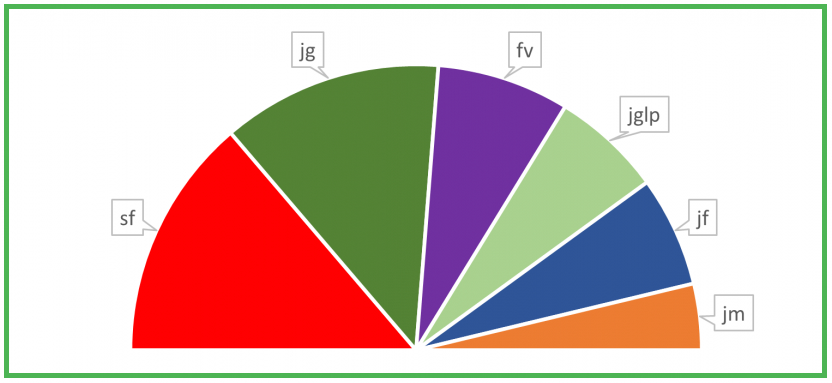

| Sitzverteilung im Studierendenrat ab März 2023 |                    |
|                                                |                    |
| Sozialdemokratisches Forum                     | Junge Grünliberale |
| Junge Grüne                                    | Jungfreisinnige    |
| Fachschaftsvertretung                          | Junge Mitte        |

### Universitäre Gruppierungen
Die Studierenden der Universität Bern sind seit 1925 in der Studierendenschaft der Universität Bern (SUB), einer öffentlich-rechtlichen Körperschaft, organisiert. Die SUB setzt sich auf allen Organisationsebenen – von den Instituten bis zum Kanton – für die Interessen der Studierenden ein und bietet verschiedene Dienstleistungen wie kulturelle Angebote, Unterstützung bei der Wohnungs- und Arbeitssuche, Vermittlung von Nachhilfe, Rechtsberatung, Hilfe bei Psychischen Problemen und sexueller Belästigung etc. an. Als politische Vertretung der Studierenden engagiert sich die SUB in der Hochschulpolitik und pflegt Beziehungen zu den Studierendenschaften anderer Universitäten im In- und Ausland. Der Vorstand der SUB wird durch das Studierendenparlament, den 40-köpfigen «Studierendenrat», gewählt und beaufsichtigt. Der Studierendenrat wählt zudem die studentischen Delegierten für die universitären Kommissionen und entscheidet über Statuten, Reglemente, Finanzen und die politischen Grundpositionen der SUB. Er wird zweijährlich von den Berner Studierenden gewählt.
Studierende derselben Fachrichtung sind zudem in Fachschaften zusammengeschlossen. Die Fachschaften vertreten die Interessen der jeweiligen Studienfächer gegenüber Institut und Fakultät sowie gegenüber der SUB und organisieren diverse fachbezogene und soziale Veranstaltungen. Je nach Studiengang findet ein grosser Teil des studentischen Lebens im Rahmen der Fachschaft statt.
Neben der SUB und den Fachschaften existieren an der Universität Bern zudem verschiedene weitere studentische Gruppierungen und Vereine, die von klassischen Studentenverbindungen über soziale und regionale Vereine und Sportvereine bis zu religiösen, kulturellen oder politischen Gruppen reichen.

### Alumni-Netzwerk

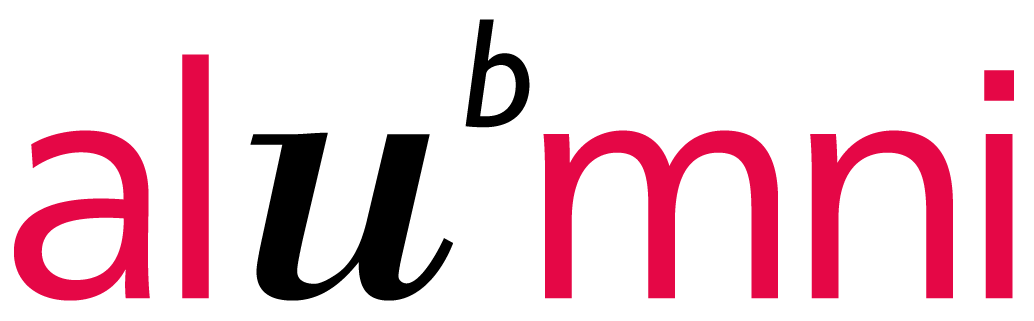
Logo der Alumni-Vereinigung "Alumni UniBE"

Die Universität Bern betreibt ein eigenes, zentral organisiertes Alumni-Netzwerk namens "Alumni UniBE". Ziel des Netzwerkes ist es, ehemalige Studierenden auch nach deren Abschluss mit der Universität zu verbinden und den Absolventen und Absolventinnen eine Plattform für den persönlichen und professionellen Austausch zu bieten. Anders als bei herkömmlichen Alumni-Vereinigungen lädt Alumni UniBE explizit auch aktuelle Studierende in das Netzwerk ein, um deren Networking-Möglichkeiten zu steigern und den intergenerationellen Austausch zu fördern. Daneben existieren an der Universität Bern diverse Fachorganisationen und Fachvereine, in denen aktuelle und ehemalige Studierende spezifischer Studienfächer vernetzt sind. Diese kollaborieren in der Regel mit Alumni UniBE und ihre Mitglieder sind zumeist auch Teil des gesamtuniversitären Alumni-Netzwerkes. Der Austausch zwischen den Alumni findet grösstenteils auf speziellen kulturellen, sportlichen oder wissenschaftlichen Anlässen statt, die von den Fachvereinen oder von Alumni UniBE organisiert werden. Neben solchen Anlässen werden Mitgliedern des Netzwerkes auch spezielle Vergünstigungen und News-Inhalte angeboten.

### Universitätssport
Neben Lehrveranstaltungen und sonstigen Events bietet die Universität Bern ein umfassendes Universitätssport-Programm an. Dieses wird besonders von den Studierenden rege genutzt, steht aber auch Universitäts-Mitarbeitenden und all denjenigen, die einen Unisportausweis kaufen, offen. Der «Uni-Sport» organisiert geleitete Trainings, Kurse, Wettkämpfe und Events, führt Beratungen durch und stellt Infrastruktur zur Verfügung. Insgesamt werden Kurse in über 150 verschiedenen Sportarten angeboten. Daneben existieren zwei frei zugängliche Fitnessräume sowie Massage- und Sauna-Angebote.

## Persönlichkeiten

### Professoren
Die Professoren der Universität Bern spielten in mehreren Wissenschaftsbereichen eine Vorreiterrolle.
So erhielt Theodor Kocher, Wegbereiter der modernen Chirurgie und Professor an der Universität Bern, 1909 als erster Chirurg den Nobelpreis für Physiologie oder Medizin. Der Veterinärmediziner und spätere Rektor Theodor Oskar Rubeli war für die Gründung der weltweit ersten veterinärmedizinischen Fakultät an der Universität Bern im Jahr 1900 mitverantwortlich. Und mit der Analyse von Eisbohrkernen leistete der Physiker Hans Oeschger Pionierarbeit in der Klimaforschung: Zusammen mit seinen Kollegen mass er als Erster die unterschiedlichen Anteile atmosphärischen Kohlenstoffs in Warm- und Kaltzeiten und warnte vor einem möglichen Treibhauseffekt durch verstärkten CO2-Ausstoss. Schliesslich wirkte auch Eugen Huber, Schöpfer des Schweizerischen Zivilgesetzbuches, welches zu seiner Zeit (1907) als modernstes Gesetzbuch Europas galt, als Professor an der Universität Bern.
Einige Berufungen der Universität Bern stellten zudem Meilensteine in der Gleichstellung der Geschlechter und der Gleichbehandlung an europäischen Universitäten dar.
So erreichte die Schweizer Philosophin russisch-jüdischer Herkunft Anna Tumarkin 1908 auf ordentlichem akademischem Weg den Titel einer Extraordinaria und konnte so als erste Professorin Europas Doktoranden und Habilitanden prüfen und im Universitätssenat Einsitz nehmen. Der Arzt Gabriel Gustav Valentin, welcher an der Universität Bern ab 1836 als Professor für Physiologie und Tieranatomie wirkte, hatte als erster jüdischer Professor einen Lehrstuhl an einer deutschsprachigen Universität inne.

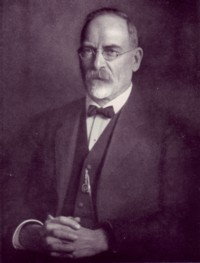
Theodor Oskar Rubeli, Gründer der ersten veterinärmedizinischen Fakultät
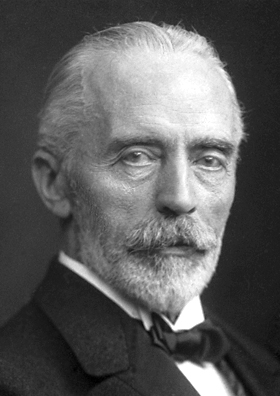
Theodor Kocher, Pionier der Chirurgie und Medizin-Nobelpreisträger
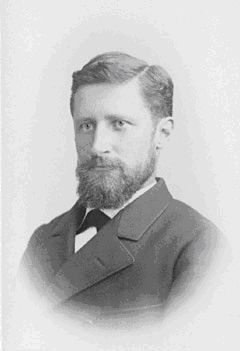
Eugen Huber, Schöpfer des Schweizerischen Zivilgesetzbuches
Anna Tumarkin, erste vollwertige Professorin Europas
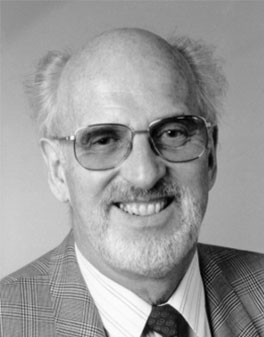
Hans Oeschger, Pionier der Klimaforschung

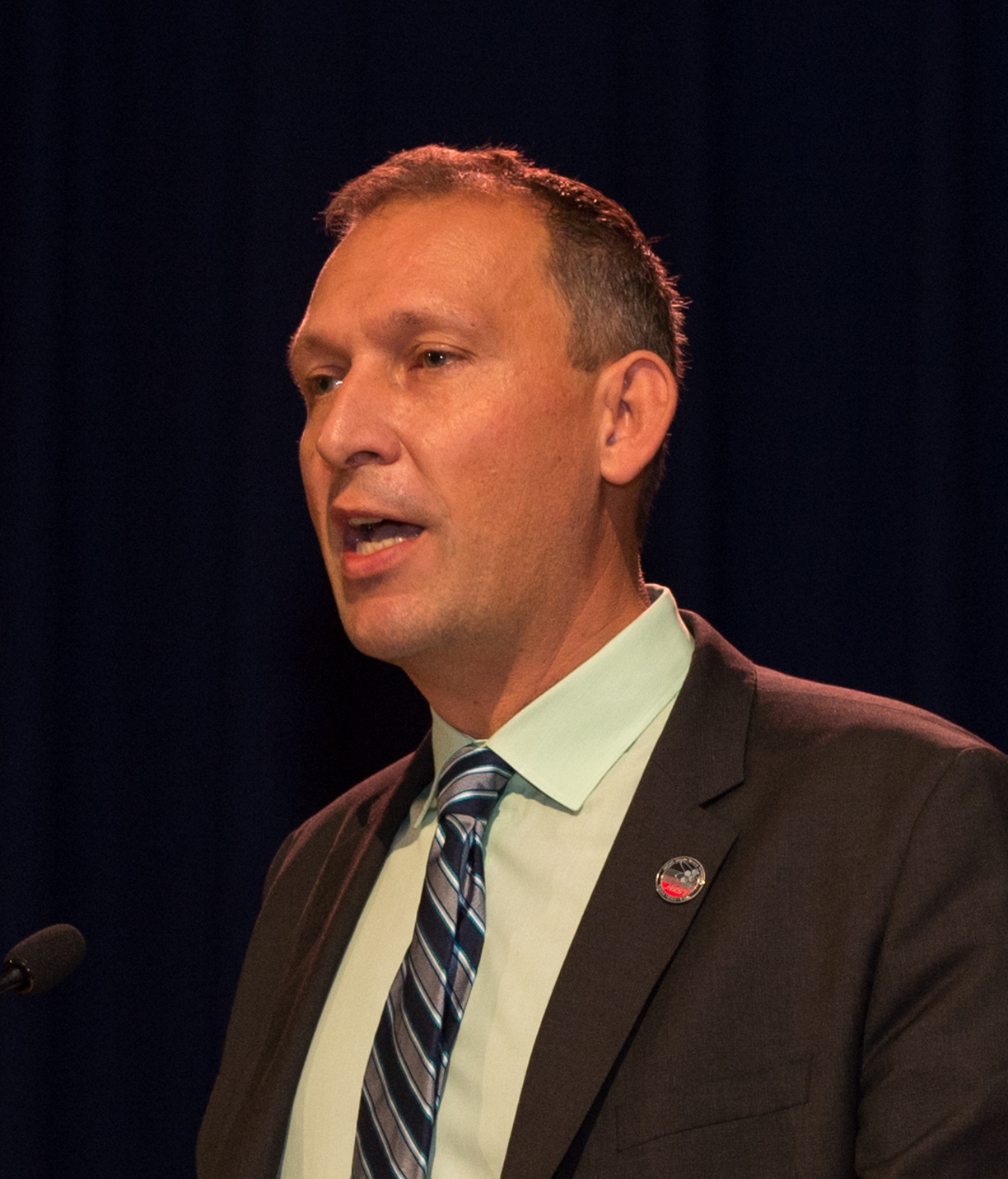
Thomas Zurbuchen, ehemaliger NASA-Wissenschaftsdirektor

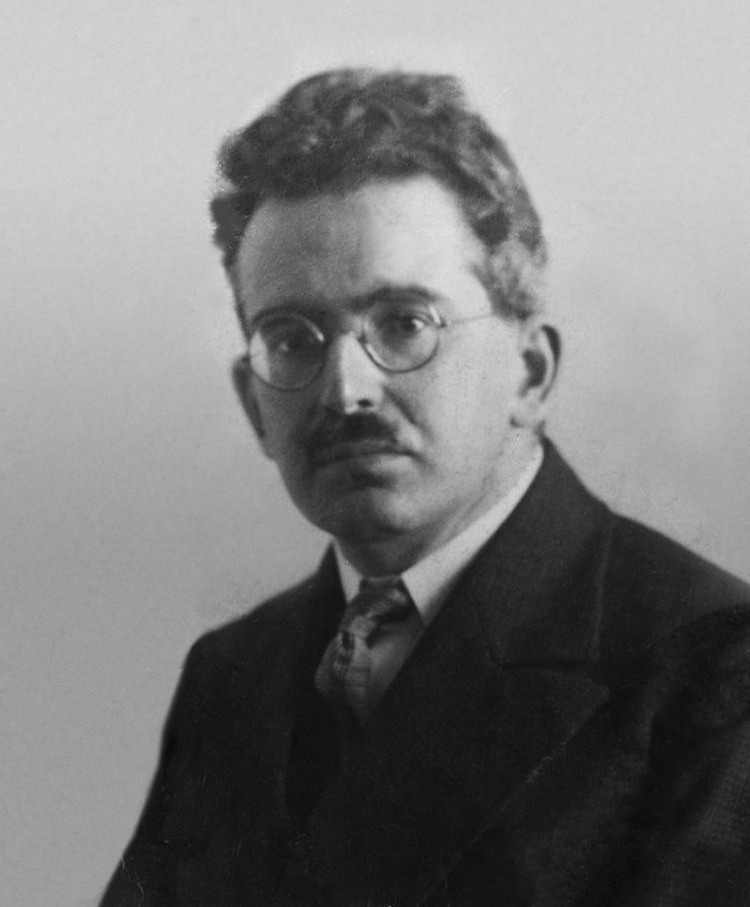
Walter Benjamin, Philosoph und Kulturkritiker

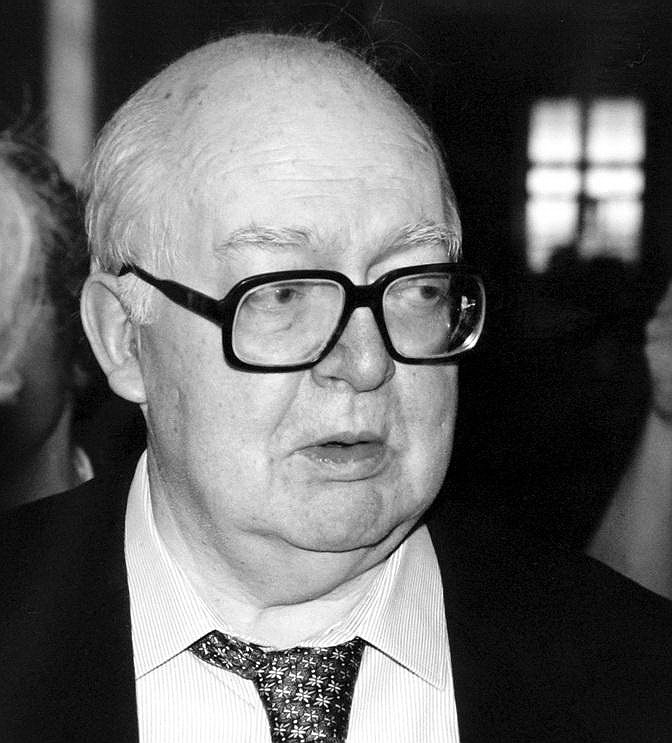
Friedrich Dürrenmatt, Schriftsteller und Dramatiker

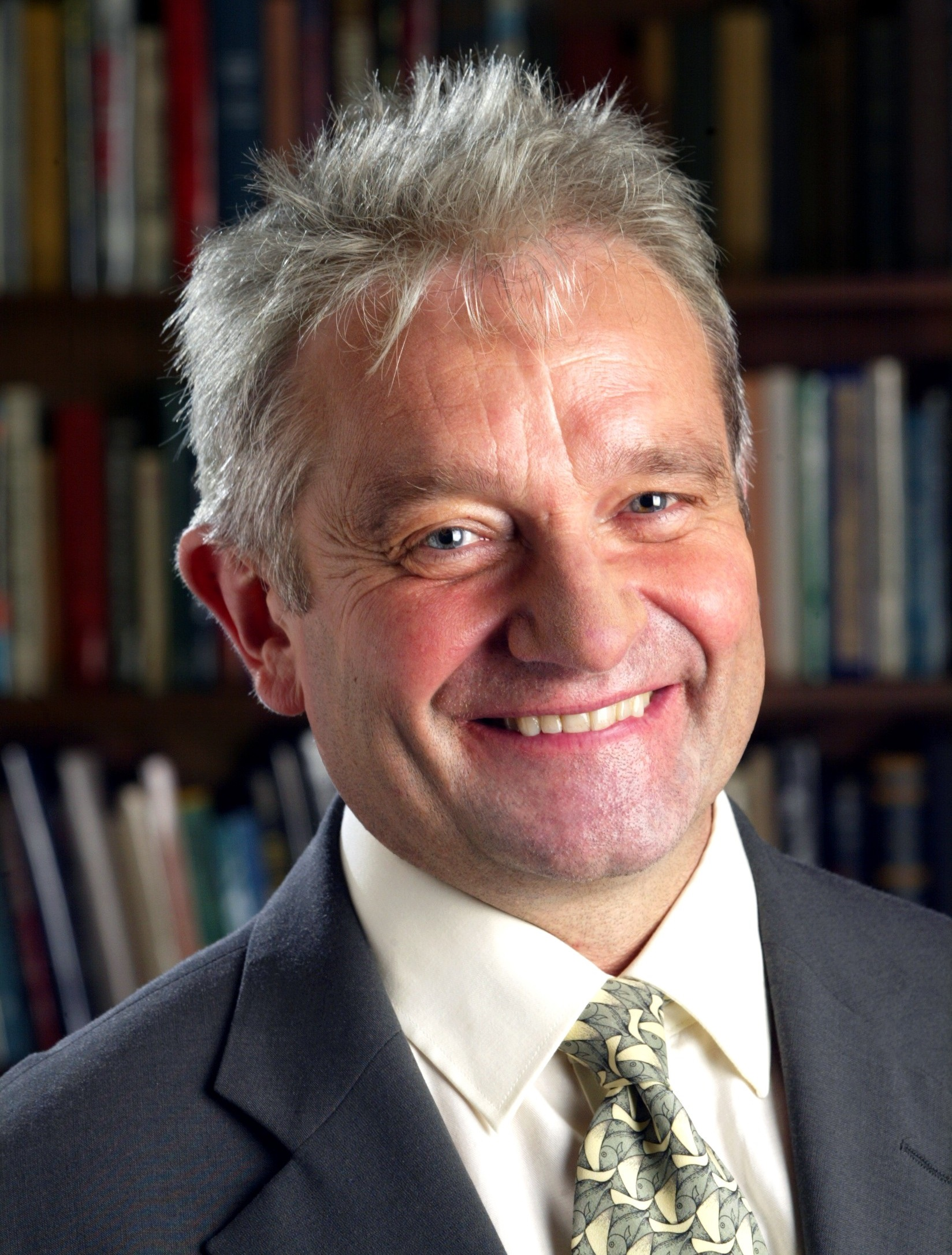
Paul Nurse, Biochemiker und Nobelpreisträger

### Alumni
Die Absolventen der Universität Bern leisten regelmässig wichtige Beiträge zur Wissenschaft, bekleiden hohe politische Ämter und erlangen Ansehen in Wirtschaft, Kultur und Gesellschaft.
Zu den bemerkenswerten Persönlichkeiten, die an der Universität Bern studierten, gehören die Schriftsteller Friedrich Dürrenmatt, John le Carré und Jeremias Gotthelf, die Schweizer Bundesräte Markus Feldmann, Rudolf Gnägi, Eduard Müller, Ulrich Ochsenbein, Karl Schenk, Karl Scheurer, Samuel Schmid und Jakob Stämpfli, die Nobelpreisträger Theodor Kocher (Physiologie / Medizin, 1909), Georg von Békésy (Physiologie / Medizin, 1961) und Kurt Wüthrich (Chemie, 2002) sowie der evangelische Theologe Karl Barth, der Philosoph und Kulturkritiker Walter Benjamin, der Schweizer Chansonnier und Jurist Mani Matter, der gegenwärtige Präsident des Direktoriums der Schweizerischen Nationalbank Thomas Jordan und der Astrophysiker und ehemalige NASA-Wissenschaftsdirektor Thomas Zurbuchen.
Weitere bekannte Alumni der Universität Bern sind:
- Christian Aebersold – Orientierungsläufer und Arzt
- Carl Baudenbacher – Jurist und Präsident des EFTA-Gerichtshofs
- Emil Baudenbacher – evangelischer Geistlicher und Volksschriftsteller
- Ruth Bietenhard – Schriftstellerin und Journalistin
- Richard Bing – Kardiologe und Komponist
- Eduard Blösch – Nationalrat und Präsident des Schweizerischen Bundesgerichts
- Hans Blum – Schriftsteller und Rechtsanwalt
- Rudolf Bohren – Theologe
- Pierre-André Bovey – Komponist und Flötist
- Paul Brandt - evangelischer Geistlicher, Redakteur, Gewerkschafter und Politiker
- Eva Büchi – Romanistin, Direktorin des ATILF
- Pierre César – christkatholischer Pfarrer und Schriftsteller
- Abram Moissejewitsch Deborin – Philosoph
- Andreas Dorschel – Philosoph
- David Farbstein – Rechtsanwalt und erster jüdischer Nationalrat der Schweiz
- René Fasel – Präsident der Internationalen Eishockey-Föderation und Mitglied des IOK
- Théophile-Rémy Frêne – Pfarrer und Gelehrter
- Bruno Gehrig – Wirtschaftswissenschaftler und VR-Präsident der Swiss
- Niklaus Gerber – Chemiker und Pionier der schweizerischen Milchwirtschaft
- Hans Gerny – christkatholischer Bischof
- Ernst-Wilhelm Gohl – deutscher evangelischer Landesbischof
- Jeremias Gotthelf – Schriftsteller und Pfarrer
- Emma Graf – Frauenrechtlerin und Mittelschullehrerin
- Werner Günther – Germanist und Hochschullehrer in Neuenburg
- Ulrich Gygi – Konzernleiter der Schweizerischen Post und VR-Präsident der SBB
- Stefan Haenni – Pädagoge, Maler und Krimiautor
- Gottlieb Heinrich Heer – Schriftsteller und Journalist
- Jakob Hofstätter – Mediziner und Schriftsteller in Mundart
- Jakob Imobersteg - evangelische Geistlicher, Heimatforscher, Dialektologe
- Yehezkel Kaufmann – Philosoph und Theologe
- Rudolf Kocher – evangelischer Geistlicher und Schriftsteller
- Viktor Kühne – Direktor der Eidgenössischen Alkoholverwaltung
- Emil Theodor Kocher – Arzt und Wissenschaftler, Nobelpreis für Physiologie / Medizin 1909
- Karl Koller – reformierter Geistlicher, Unternehmer und freisinniger Politiker
- Walter Laedrach – Lehrer und Schriftsteller
- Peter Lampe – Theologe
- Ricarda Liver – Romanistin und Hochschullehrerin
- Kurt Locher – Direktor der Eidgenössischen Steuerverwaltung
- Adolfo Lutz – Tropenmediziner und Epidemiologe
- Kurt Marti – Pfarrer und Schriftsteller
- Werner Munzinger – Afrikaforscher
- Otto Nägeli, Mediziner, Heimatforscher und Mundartautor
- Simone Niggli-Luder – OL-Weltmeisterin
- August Plüss - Archivar und Historiker
- Frédéric de Rabours - Jurist und Nationalrat
- Karl Rikli – evangelischer Geistlicher und Seminardirektor des Lehrerseminars Münchenbuchsee
- Johann Peter Romang – Geistlicher, Theologe und Hochschullehrer
- Iris von Roten – Juristin, Journalistin und Frauenrechtlerin
- Klaus Schädelin – Pfarrer, Politiker und Schriftsteller
- Hans Schenkel - Physiker, Hochschullehrer und Politiker
- Samuel Schumacher – evangelischer Geistlicher und erster Pietist in der Schweiz
- Johann Heinrich Schweizer – Hochschullehrer in Zürich
- Hans Sommer – Lehrer, Heimatforscher und Kulturhistoriker
- Adolf von Steiger – Stadtpräsident von Bern, Ständerat und Bundeskanzler
- Alois Steinhauser – Jurist und Politiker
- Friedrich Abraham Stock - Mediziner und Politiker
- Helene Stöcker – Sexualreformerin und Herausgeberin
- Jakob Strebel – Präsident des Bundesgerichts und Nationalrat
- Hans Martin Sutermeister – Arzt, Politiker und Freidenker
- Daniel Vasella – Verwaltungsratspräsident und CEO von Novartis
- Nikolaj Velimirović – serbisch-orthodoxer Heiliger
- Alfred Vincent - Mediziner und Politiker
- Carl Vogt – Naturwissenschaftler und Politiker
- Benedikt Weibel – CEO der SBB
- Jean Ziegler – Soziologe, Politiker und Sachbuchautor

### Dozenten
Mehrere bekannte Wissenschaftler waren während ihrer Laufbahn als Dozenten an der Universität Bern tätig. Darunter der Biochemiker, Zellforscher, Neurobiologe und Mikrobiologe Paul Nurse (Nobelpreis für Physiologie / Medizin 2001) und der Friedensnobelpreisträger Charles Albert Gobat.
Im Februar 1908 wurde der Begründer der Relativitätstheorie Albert Einstein an der Universität Bern habilitiert und lehrte danach während drei Semestern als Privatdozent theoretische Physik. Seine Antrittsvorlesung behandelte die Gültigkeitsgrenzen der klassischen Thermodynamik. Weitere Vorlesungen hielt Einstein über Die molekulare Theorie der Wärme und Die Theorie der Strahlung. Einem Ruf auf eine ausserordentliche Professur an der Universität Zürich folgend, verliess Einstein die Universität Bern schliesslich im Oktober 1909.

### Ehrenpromotionen
Im Verlauf ihrer Geschichte hat die Universität Bern herausragende Persönlichkeiten aus unterschiedlichen Bereichen der Gesellschaft mit der Ehrendoktorwürde ausgezeichnet. Neben Forschenden wird die Ehrendoktorwürde regelmässig auch Politikern, Künstlern, Kulturschaffenden und Aktivisten zuteil.
Zu den Empfängern der Ehrung gehören unter anderem die Nobelpreisträger Charles Scott Sherrington (Physiologie / Medizin, 1932), Alan Hodgkin (Physiologie / Medizin, 1963), Hans von Euler-Chelpin (Chemie, 1929) und Richard R. Ernst (Chemie, 1991), die Schweizer Künstler Albert Anker und Alberto Giacometti, die alt Bundesräte Adolf Ogi und Johann Schneider-Ammann, die zweite Schweizer Bundesrätin und erste Bundespräsidentin Ruth Dreifuss, der Fürst Albert II. von Monaco, die ehemalige Deutsche Bundeskanzlerin Angela Merkel sowie die Rock-’n’-Roll-Sängerin Tina Turner.

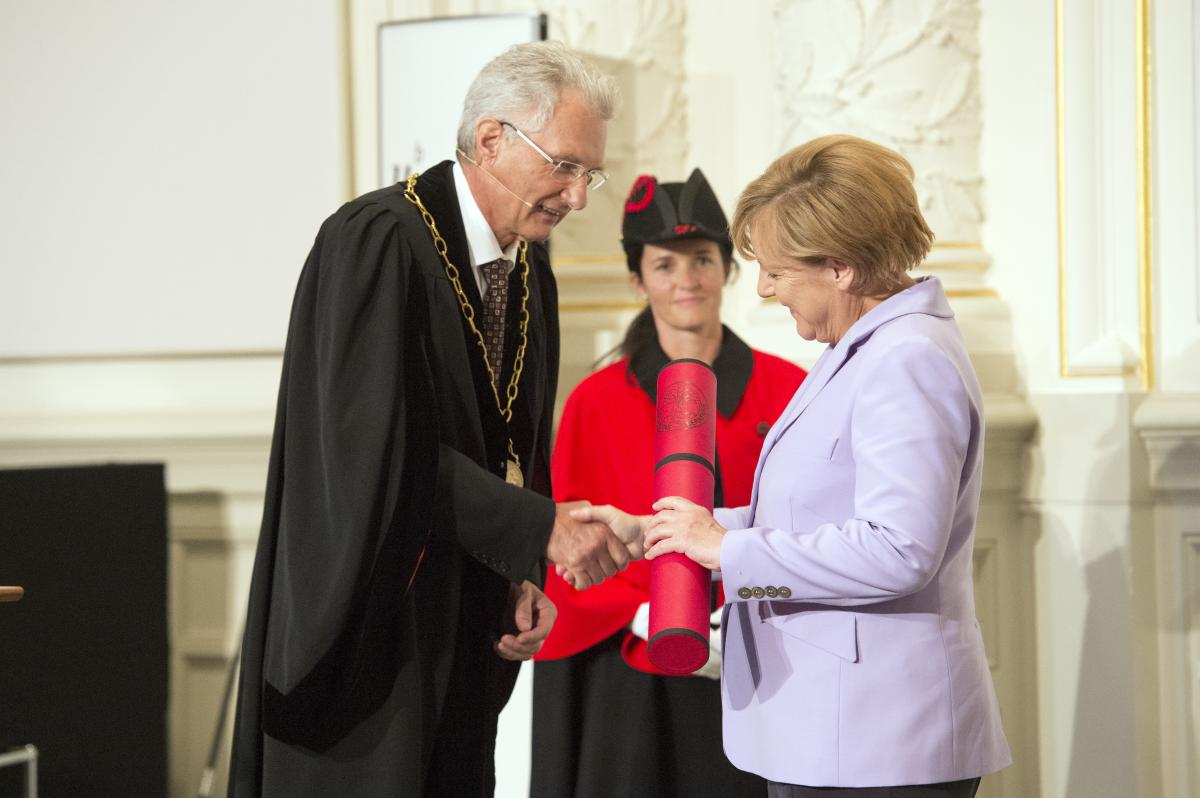
Angela Merkel nimmt ihr Ehrendoktorat entgegen (2015)

## Rankings
Die Universität Bern gehört heute zu den 100 bis 150 besten universitären Hochschulen der Welt. Bei mehr als 25'000 Universitäten weltweit bedeutet dies eine Zugehörigkeit zu den obersten 0,5 Prozent.

### Global
Die Platzierungen der Universität Bern in den meistbeachteten globalen Universitätsrankings sind für die letzten zehn Jahre in den nachfolgenden Tabellen aufgeführt. Aktuell belegt die Universität im Times Higher Education Ranking 2023 den 94. Platz und in den QS World University Rankings 2023 den 120. Platz. Sie teilt sich seit 2016 den 101. bis 150. Platz mit anderen Universitäten im Shanghai-Ranking. Im CWTS Leiden Ranking 2022 liegt sie weltweit auf dem 122. Platz und im Round University Ranking (RUR) 2023 gar auf dem 52. Platz.
| Times Higher Education Ranking | Times Higher Education Ranking | Times Higher Education Ranking |
| Jahr                           | Internationales Ranking        | Nationales Ranking             |
| ------------------------------ | ------------------------------ | ------------------------------ |
| 2023                           | 94                             | 4                              |
| 2022                           | 101                            | 4                              |
| 2021                           | 109                            | 5                              |
| 2020                           | 113                            | 5                              |
| 2019                           | 110                            | 5                              |
| 2018                           | 105                            | 4                              |
| 2017                           | 110                            | 4                              |
| 2016                           | 120                            | 5                              |
| 2015                           | 132                            | 6                              |
| 2014                           | 157                            | 7                              |

| QS World University Ranking | QS World University Ranking | QS World University Ranking |
| Jahr                        | Internationales Ranking     | Nationales Ranking          |
| --------------------------- | --------------------------- | --------------------------- |
| 2024                        | 126                         | 5                           |
| 2023                        | 120                         | 4                           |
| 2022                        | 119                         | 5                           |
| 2021                        | 114                         | 5                           |
| 2020                        | 123                         | 5                           |
| 2019                        | 139                         | 5                           |
| 2018                        | 167                         | 7                           |
| 2017                        | 181                         | 7                           |
| 2016                        | 166                         | 7                           |
| 2015                        | 145                         | 7                           |

| CWTS Leiden Ranking | CWTS Leiden Ranking     | CWTS Leiden Ranking |
| Jahr                | Internationales Ranking | Nationales Ranking  |
| ------------------- | ----------------------- | ------------------- |
| 2022                | 122                     | 7                   |
| 2021                | 180                     | 7                   |
| 2020                | 206                     | 8                   |
| 2019                | 181                     | 7                   |
| 2018                | 167                     | 7                   |
| 2017                | 174                     | 7                   |
| 2016                | 137                     | 7                   |
| 2015                | 122                     | 7                   |
| 2014                | 160                     | 7                   |
| 2013                | 177                     | 7                   |

### Nach Fachbereich
Auch in Rankings, welche universitäre Hochschulen anhand einzelner Fachgebiete oder Fächer vergleichen, ist die Universität Bern regelmässig hoch platziert. Sie gehört in diversen Fachgebieten zu den besten 100 bis 150 Universitäten der Welt, in mehreren Fächern zu den Top 50 und in einigen Fächern zu den Top 10.
| Times Higher Education Ranking 2023 | Times Higher Education Ranking 2023 | Times Higher Education Ranking 2023 |
| Fachbereich                         | Internationales Ranking             | Nationales Ranking                  |
| ----------------------------------- | ----------------------------------- | ----------------------------------- |
| Klinik & Gesundheit                 | 73                                  | 2                                   |
| Naturwissenschaften                 | 95                                  | 4                                   |
| Kunst & Geisteswissenschaften       | 101–125                             | 3                                   |
| Sozialwissenschaften                | 101–125                             | 3                                   |
| Psychologie                         | 126–150                             | 5                                   |
| Life Sciences                       | 151–175                             | 7                                   |
| Business & Wirtschaft               | 201–250                             | 5                                   |
| Computerwissenschaften              | 201–250                             | 6                                   |

| QS World University Ranking 2024  | QS World University Ranking 2024 | QS World University Ranking 2024 |
| Fachbereich                       | Internationales Ranking          | Nationales Ranking               |
| --------------------------------- | -------------------------------- | -------------------------------- |
| Life Sciences & Medizin           | 112                              | 5                                |
| Naturwissenschaften               | 164                              | 5                                |
| Kunst & Geisteswissenschaften     | 215                              | 4                                |
| Sozialwissenschaften & Management | 348                              | 6                                |
| Fach (Top 3)                      | Internationales Ranking          | Nationales Ranking               |
| Veterinärmedizin                  | 4                                | 1                                |
| Zahnmedizin                       | 7                                | 1                                |
| Humanmedizin                      | 91                               | 3                                |

| Shanghai-Ranking 2022     | Shanghai-Ranking 2022   | Shanghai-Ranking 2022 |
| Fach                      | Internationales Ranking | Nationales Ranking    |
| ------------------------- | ----------------------- | --------------------- |
| Zahnmedizin               | 13                      | 1                     |
| Veterinärmedizin          | 13                      | 1                     |
| Öffentliche Verwaltung    | 32                      | 1                     |
| Erdwissenschaften         | 42                      | 2                     |
| Ökologie                  | 42                      | 3                     |
| Atmosphärenwissenschaften | 51–75                   | 2                     |
| Geographie                | 51–75                   | 3                     |
| Medizintechnik            | 51–75                   | 6                     |